# Augustusbrücke

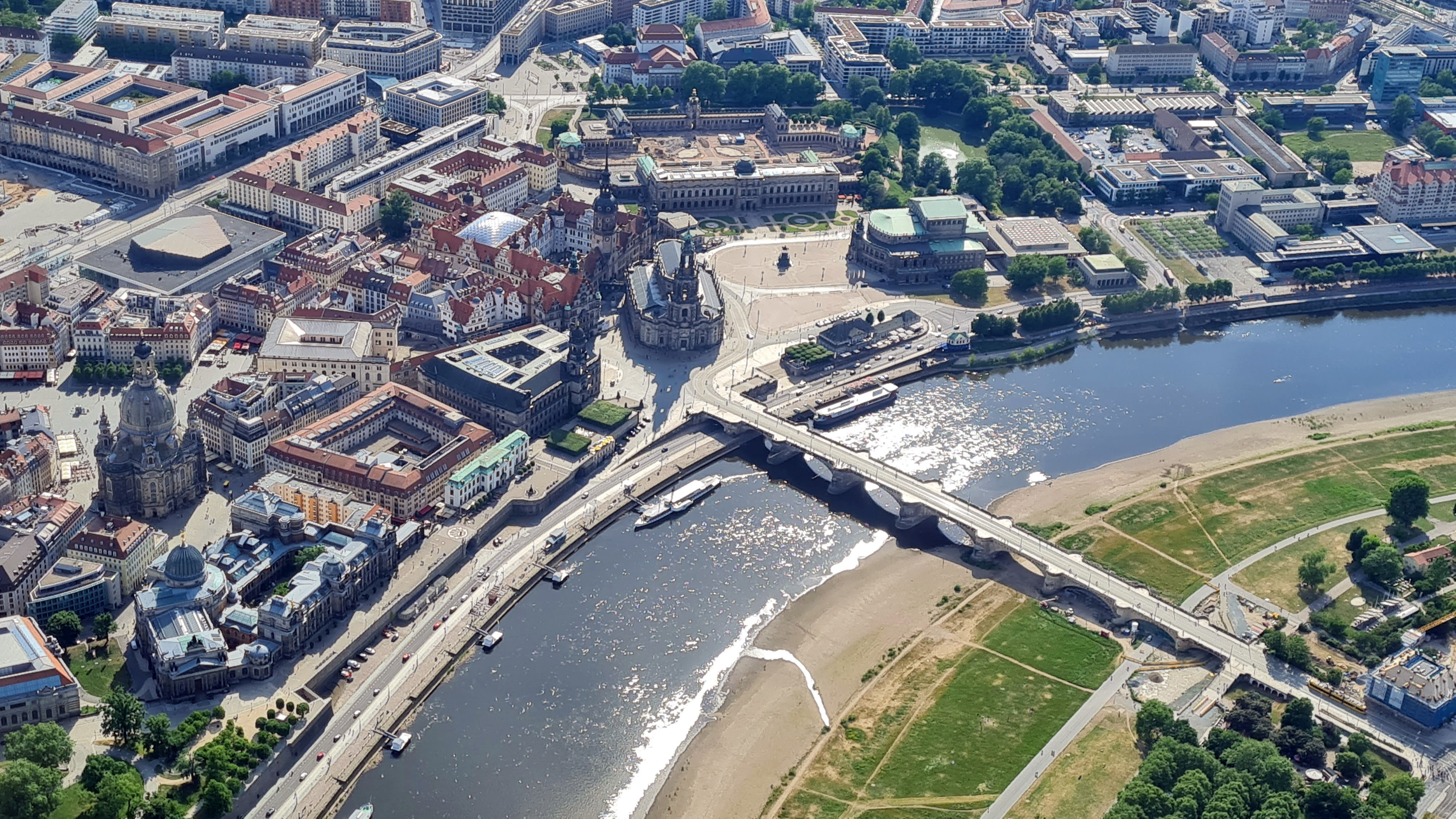
Luftbild: Augustusbrücke über die Elbe (2022)

Die Augustusbrücke ist eine Brücke über die Elbe in Dresden und verbindet die historischen Kerne der Altstadt und der Neustadt, die bis ins 16. Jahrhundert die selbstständige Stadt Altendresden war. Ursprünglich war sie der größte Brückenbau des deutschen Hochmittelalters sowie eines der größten mittelalterlichen Verkehrsbauwerke Europas. Unter August dem Starken wurde die Brücke durch Matthäus Daniel Pöppelmann grundlegend umgestaltet und zwischen 1907 und 1910 durch einen Neubau von Hermann Klette und Wilhelm Kreis ersetzt. Seit 2022 ist sie vorrangig für öffentliche Verkehrsmittel, Fuß- und Radverkehr vorgesehen und für den motorisierten Individualverkehr gesperrt.

## Vorgeschichte

### Die erste Steinbrücke
Die erste Steinbrücke an Stelle der heutigen Brücke besaß 25 Pfeiler und 24 Bögen. Sie war 8,50 Meter breit und 561 Meter („800 Schritte“) lang und gehörte zu den längsten und damit aufwändigsten Steinbrücken ihrer Zeit in Europa. Die Konstruktion wies in zwei Feldern jeweils eine Zugbrücke auf sowie eine mittlere Brückenöffnung aus Holz, um diese zur Verteidigung Dresdens im Notfall abbrennen zu können. Von dieser Anlage sind an beiden Enden noch Reste im Untergrund erhalten, die eine Rekonstruktion der Bauweise erlauben.
Über den Baubeginn der ersten Steinbrücke herrscht keine Einigung in der Wissenschaft. Die erste Steinbrücke wird dem Baumeister Matthaeus Voitius zugeschrieben, hier gibt es jedoch keine konkreten Belege. In der frühen Neuzeit kursierten die eng beieinander liegenden Daten eines Baubeginns von 1169, 1173 (Anton Weck) und 1175. Als Vollendung wurde 1222 angenommen. Die erste Erwähnung einer Brücke in einer zeitgenössischen Urkunde stammt nach neueren Untersuchungen von etwa 1230, als bereits von einer Reparatur gesprochen wird. Die Bauzeit der riesigen steinernen Anlage muss mehrere Jahrzehnte betragen haben. An der Brücke wurden Buckelquader verbaut, und einer der noch erhaltenen Brückenbögen auf der Südseite zeigt einen sehr flachen Spitzbogen.
Der Archäologe Reinhard Spehr vertritt seit längerem die These einer Frühdatierung. Nach seiner Vorstellung wäre die erste steinerne Brücke spätestens um 1180 begonnen worden und hätte im Zusammenhang mit der Anlage einer regelmäßigen Planstadt gestanden, die neben der älteren Siedlung um den Vorgängerbau der Frauenkirche vermessen worden wäre. Nach dieser These wäre der Brückenbau und die Anlage der Planstadt als kaiserlicher Ausbau des älteren Gaus Nisan als Reichsland durch Kaiser Barbarossa zu verstehen. Die Dresdener Brücke hätte eine neue Handels- und Heerstraße unterstützt, die von Nürnberg kommend, über Zwickau, Chemnitz und Freiberg nun im nördlichen Vorland des Erzgebirges Dresden erreichte. Dort hätte sie nun auf der neuen Brücke die Elbe überquert und im Norden an die ältere Via Regia (West-Ost-Verbindung) angeschlossen, die nach Schlesien und Polen weiterführte. Für diese These der Frühdatierung von Brücke und Stadt in die Jahre um 1180 gibt es zu Zeit keine zweifelsfreien Beweise.
Bei einer späteren Entstehung wäre die Dresdener Brücke vermutlich erst um 1210/1220 begonnen worden, als an ihrem Südende durch archäologische Grabungen datiert eine Art Stadtburg an der Stelle des spätere Residenzschlosses Dresden entstand. Bauherren wären nun vor allem die Wettiner gewesen, vielleicht Markgraf Dietrich der Bedrängte, der 1221 starb. Der Markgraf hätte durch den Ausbau der Flussüberquerung auf die Übernahme der Markgrafschaft Lausitz 1210 reagiert. Damals kann die intensivere Nutzung der sogenannten Frankenstraße aus Nürnberg über Chemnitz und Freiberg angenommen werden, die über die neue Brücke in die Lausitz weiterführte. Markgraf Dietrich ist als Städtegründer und Auftraggeber extravaganter Architekturen bekannt. Zeitgleich wären auch nun die Erzgebirgspässe südöstlich von Dresden intensiver genutzt worden.
Das Magdalenenhochwasser von 1342 und ein Hochwasser 1343 beschädigten die Brücke erheblich, woraufhin sie wieder instand gesetzt wurde.
Unter Kurfürst Moritz wurden bei Umbauten der Befestigungsanlagen 1534 und 1547 fünf Pfeiler und vier Bögen auf einer Gesamtlänge von etwa 150 Metern zugeschüttet, die heute noch unterhalb des Georgentores und des Schlossplatzes erhalten, aber nur teilweise archäologisch erschlossen sind; außerdem wurde über dem ersten Pfeiler am Altstädter Ufer ein neues Brückentor (das Schöne Tor) errichtet. Im Jahre 1670 wurde auf dem dritten Brückenpfeiler ein 4,5 Meter hohes Kruzifix aufgestellt, welches 3 Zentner wog.

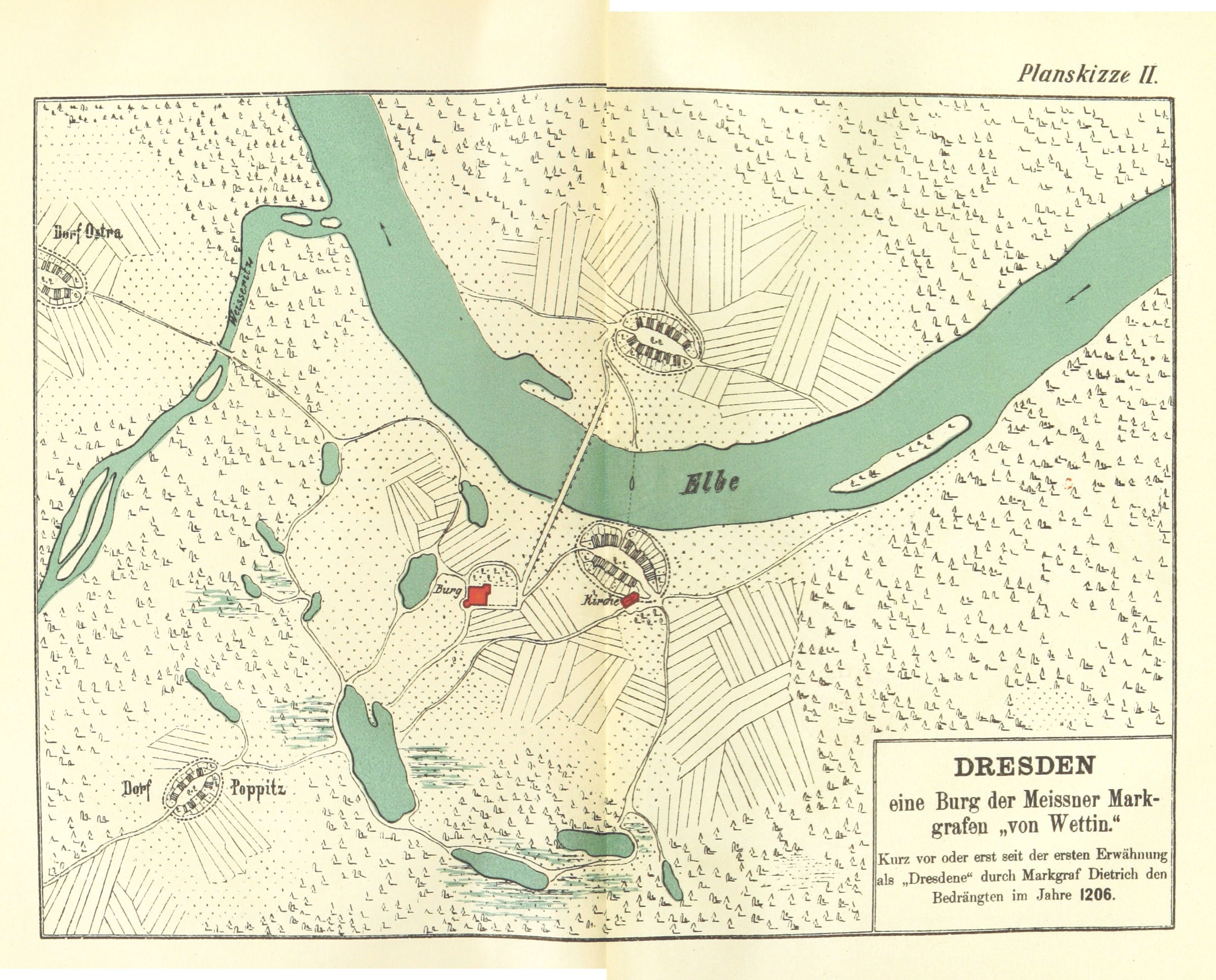
Dresden mit Elbbrücke, wie sich der Verfasser 1893 irrigerweise die Situation um 1206 vorstellte.
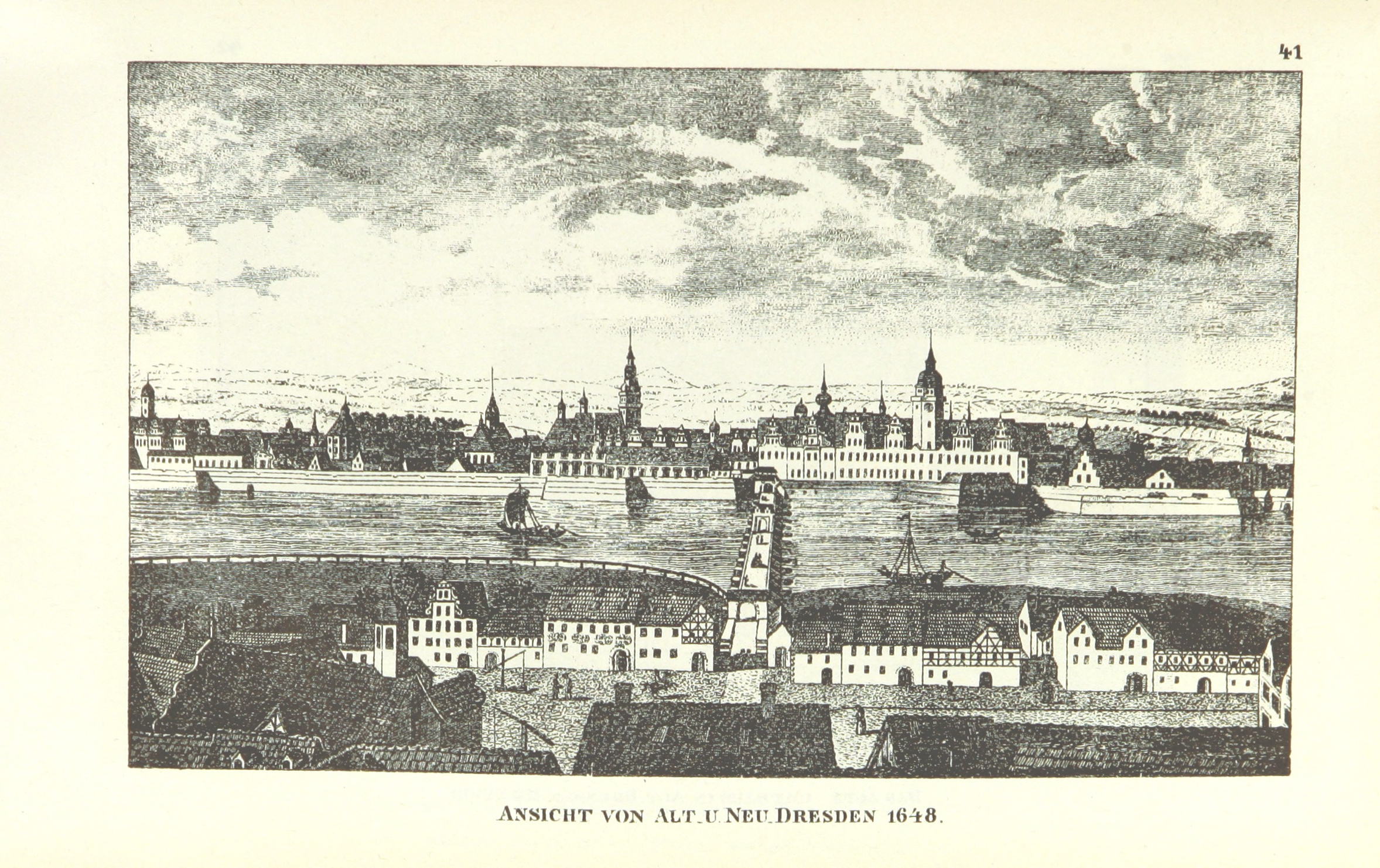
Elbbrücke 1648
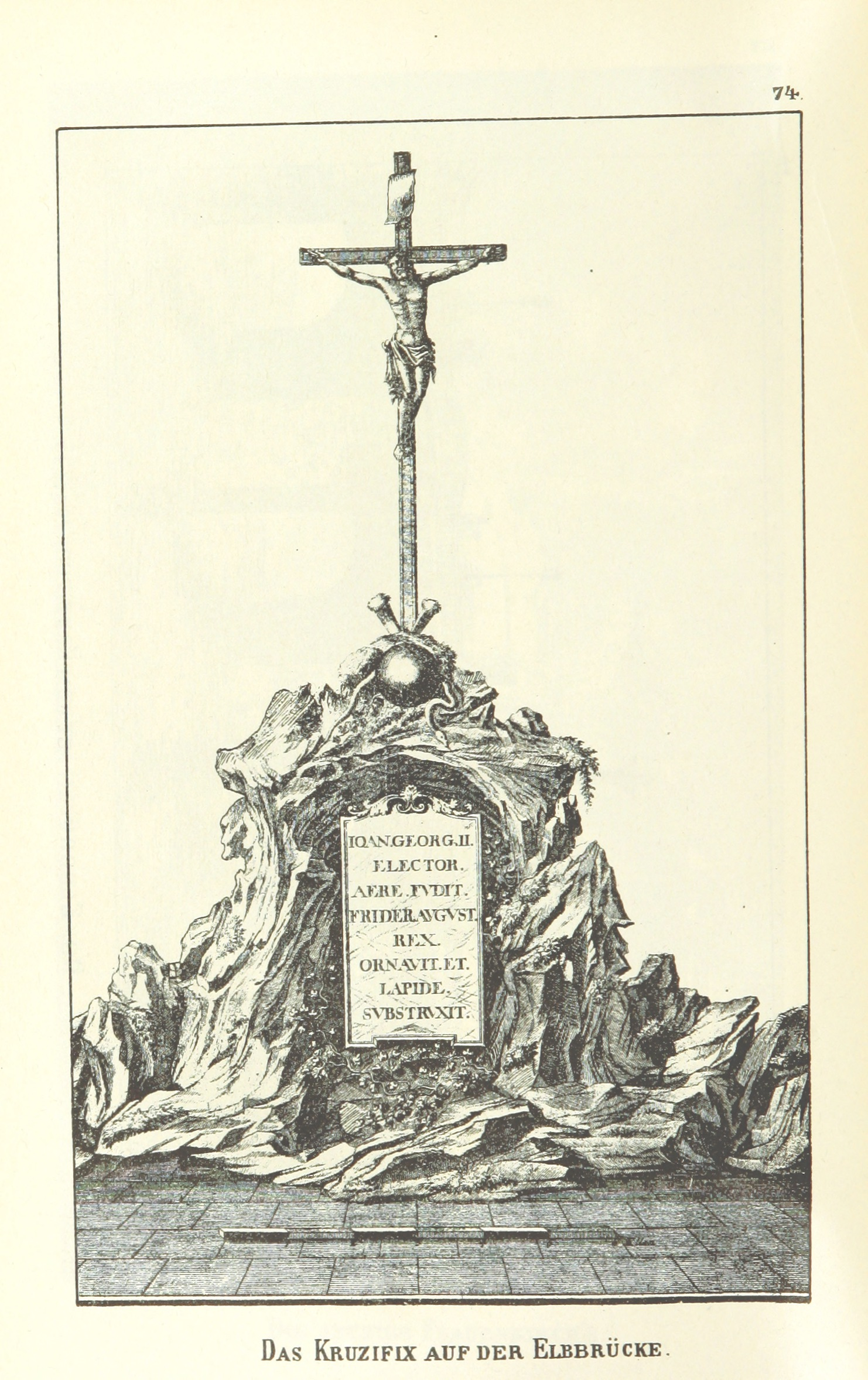
Kruzifix auf der Elbbrücke von 1670 bis zum Elbhochwasser 1845
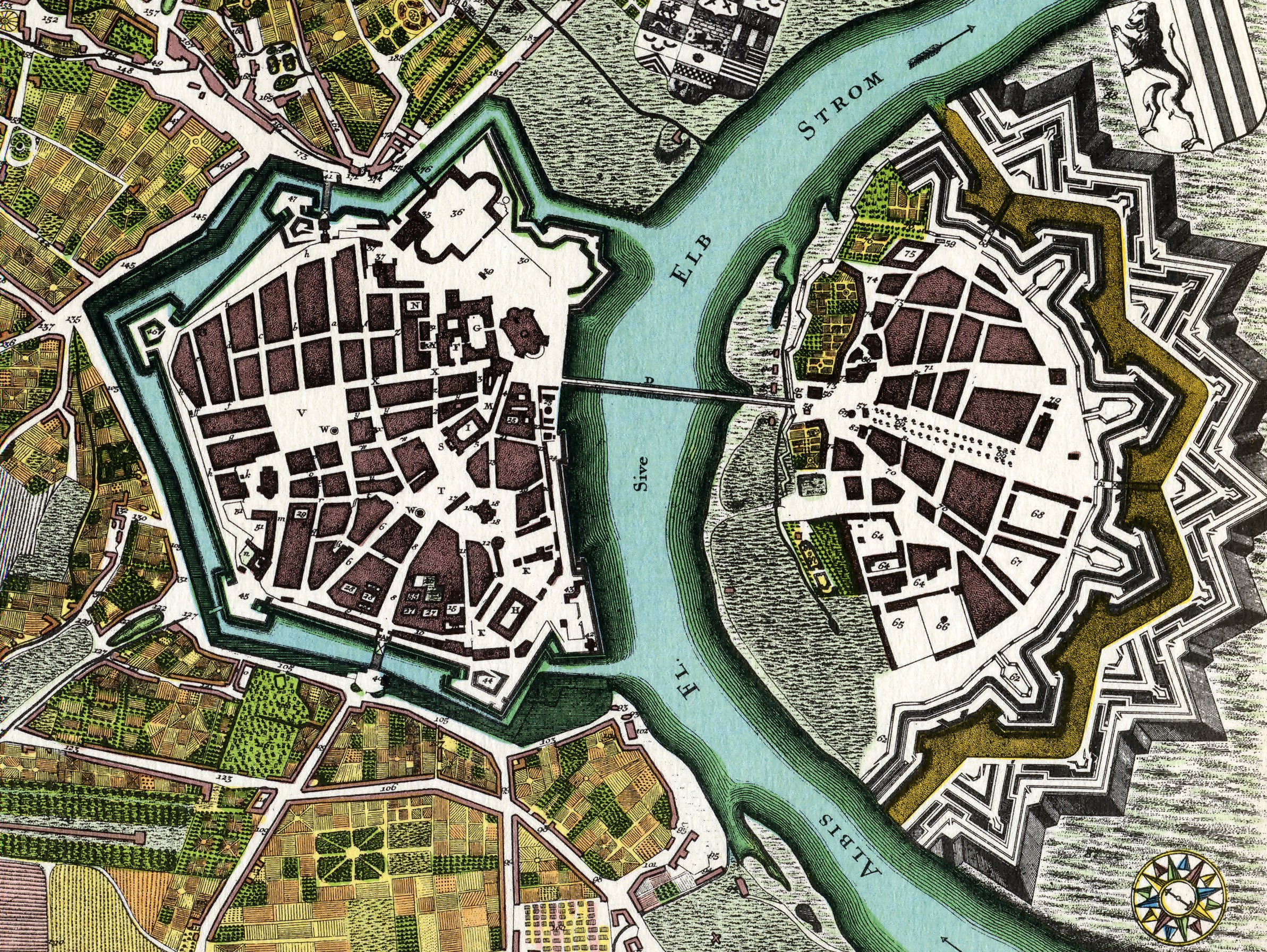
Einzige Verbindung um 1750 zwischen Dresden und ehemaligen Altendresden
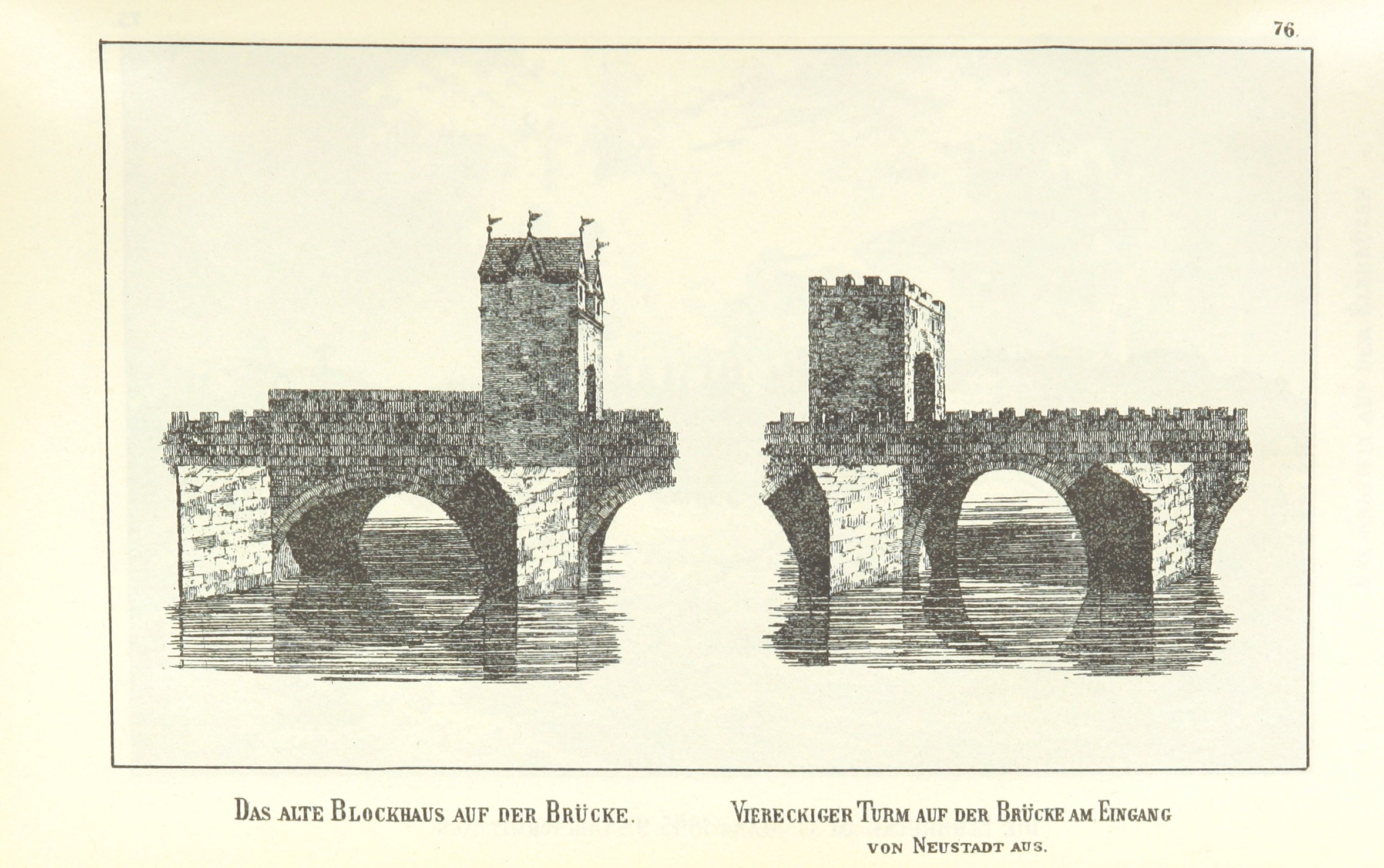
Blockhäuser auf der Elbbrücke
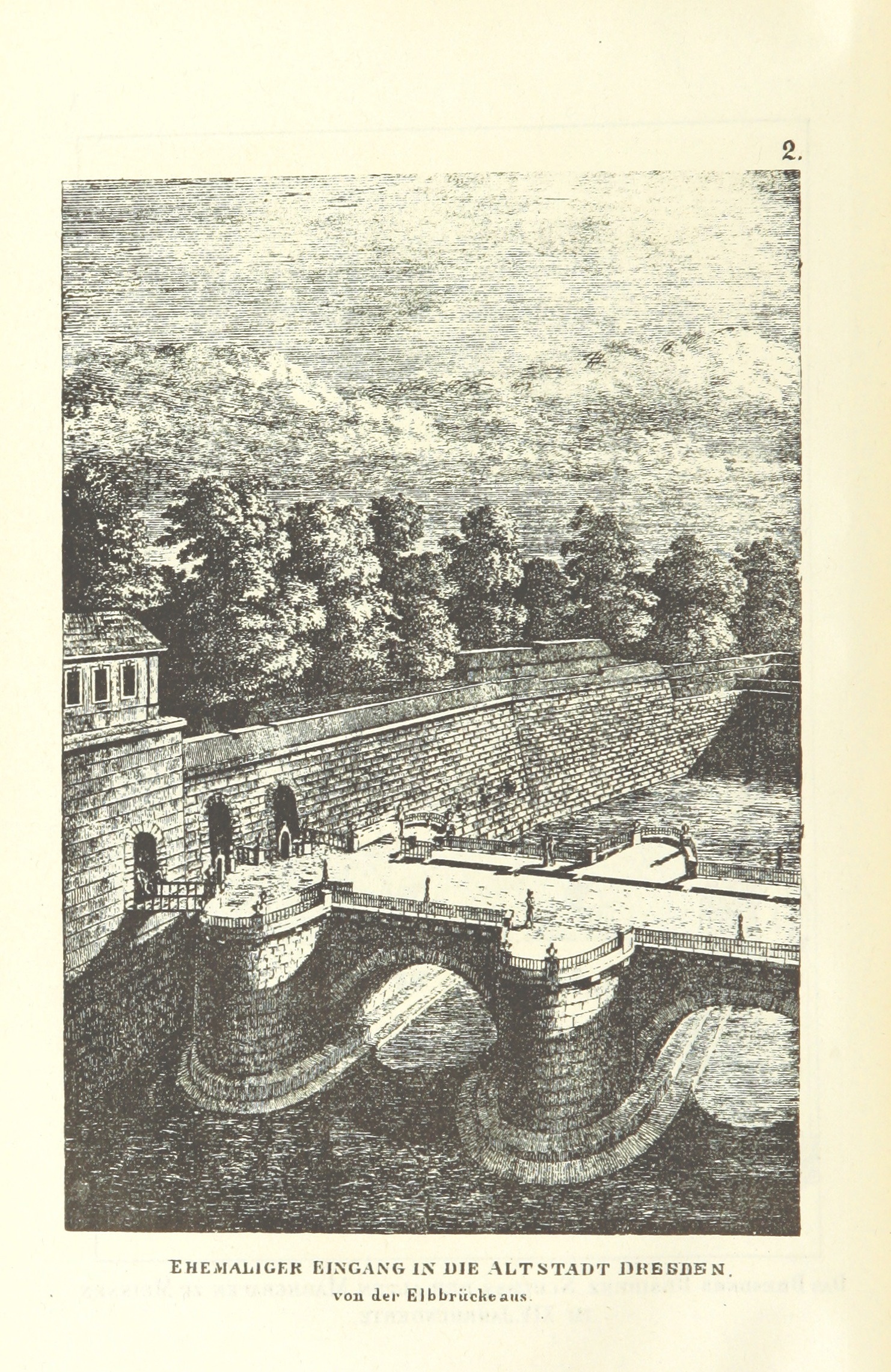
Ehemaliger Eingang in die Altstadt Dresden von der Elbbrücke aus
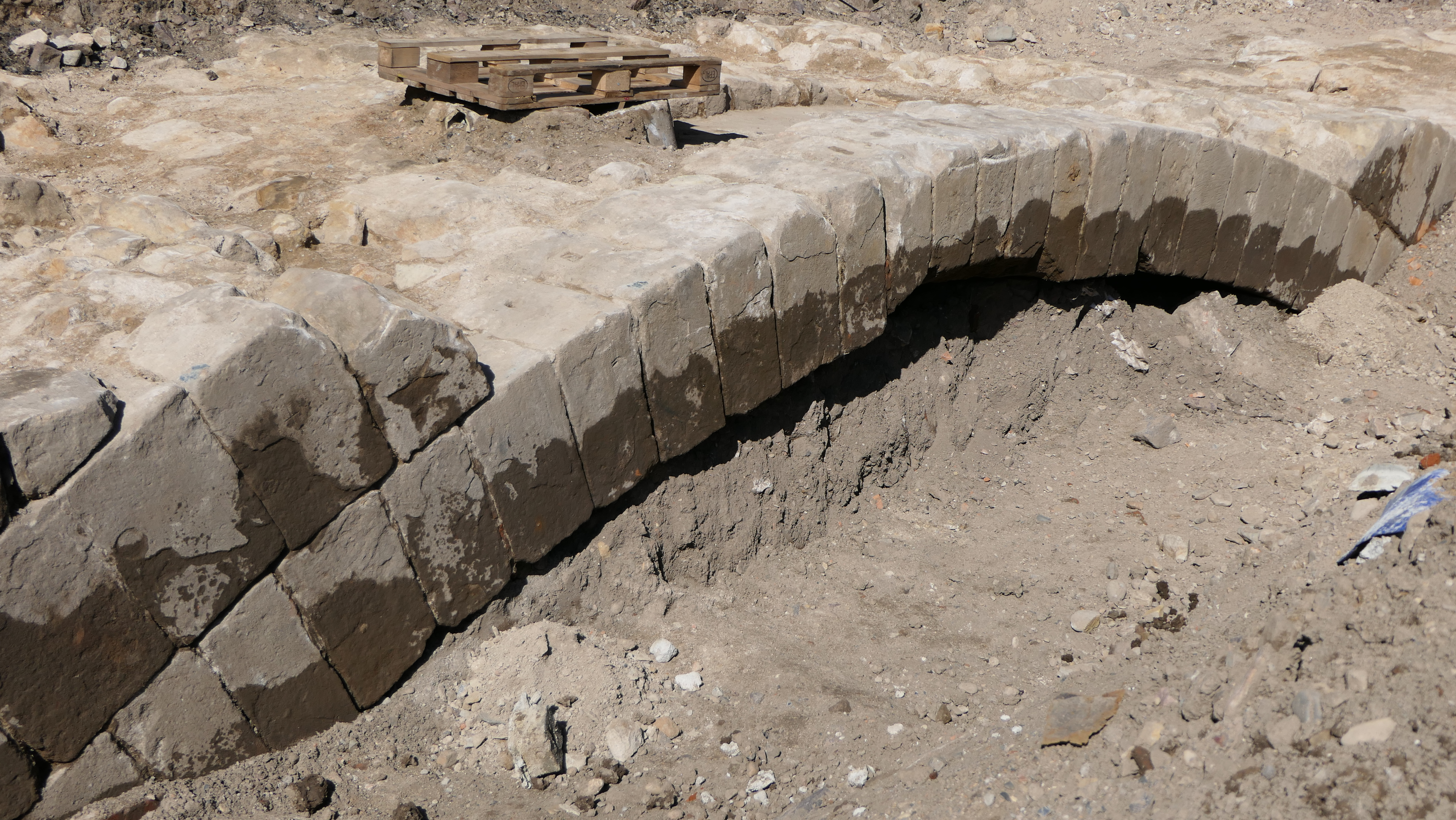
800 Jahre alter Brückenbogen der ersten Steinbrücke – freigelegt an der Neustädter Seite vom Landesamt für Archäologie während der Restaurierung

### Zweiter Bau (1731)

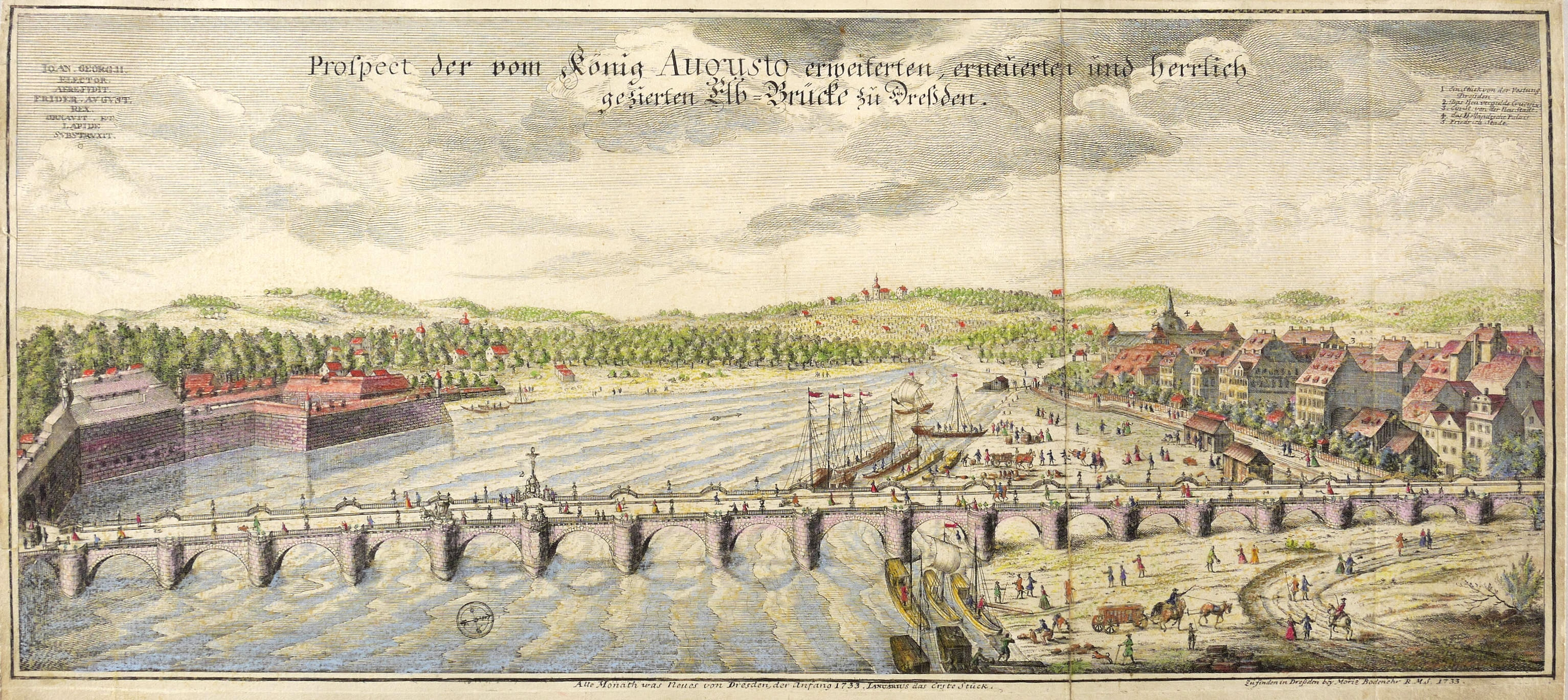
Augustusbrücke nach dem Umbau (1733)

Unter August dem Starken gestaltete der berühmte Barock-Baumeister Matthäus Daniel Pöppelmann gemeinsam mit dem Ratsbaumeister Johann Gottfried Fehre die Brücke 1727–1731 aufwendig um. Sie war danach 402 Meter lang und hatte noch 17 Bögen. Bei einer Breite von 11,04 Meter zwischen den Brüstungen betrug die Fahrbahnbreite 6,8 Meter. Sie war für damalige Verhältnisse wegen ihrer Größe, insbesondere ihrer Fahrbahnbreite, eindrucksvoll und wurde nach ihrem Bauherrn Augustusbrücke genannt. Sie zählte zu den historischen Monumenten des barocken Dresden. Zur selben Zeit wurden sowohl Dresden als auch die Neue Königliche Stadt zur Stadtfestung ausgebaut. Die heutige Altstadt erhielt dabei einen umlaufenden Wassergraben, die Neustadt eine massive Stadtmauer. Die Augustusbrücke verband die beiden Festungen. Etwa zur selben Zeit baute Sachsen das System der Postwege aus. Die Augustusbrücke war dabei über die Grenzen von Dresden hinaus eine wichtige Querungsstelle der Elbe.
Auf ihrem Rückzug sprengten Truppen Napoleon Bonapartes am 19. März 1813 den vierten Pfeiler der Brücke nach dem Altstadtufer, was die benachbarten Bögen IV und V zum Einsturz brachte. Durch ein Elbhochwasser stürzte am 31. März 1845 der fünfte Pfeiler ein, auf dem ein großes, 1670 von Andreas Herold gegossenes Kruzifix angebracht war.
An einem Pfeiler der Dresdner Elbbrücke befand sich vor der teilweisen Zerstörung derselben durch den französischen Marschall Davoust das Wappen der Burggrafen von Dohna (gekreuzte Hirschstangen), die an den Zolleinnahmen der Brücke beteiligt waren. Das war ein wichtiger Hinweis für die Zuordnung der doninschen Brakteaten. Am 26. März 1906 kam es auf dem Elbkahn Alwine Auguste (Schiffseigner Emil Krause, Pretzsch) zu einer Havarie. Der mit rund 300.000 Ziegeln (18.500 Ctr.) beladene Kahn prallte daraufhin an die Pfeiler der Augustusbrücke und zerbrach.
Zu Beginn des 20. Jahrhunderts genügte die Fahrbahnbreite (zusammen mit den Fußwegen elf Meter) dem Straßenverkehr nicht mehr. Auch die Weite der 16 Bögen und die Höhe der 17 Pfeiler entsprachen nicht mehr den Anforderungen des Schiffsverkehrs, weshalb sie 1907 trotz ihres Charakters als Baudenkmal abgebrochen wurde. Noch erhalten sind die Brücke zu beiden Elbseiten flankierenden Gebäude Altstädter Wache (Schinkelwache) und Neustädter Wache (Blockhaus). Auf der Ostseite des nördlichen (neustädtischen) Brückenkopfs stand das Wohnhaus von Joseph Fröhlich, dem Hofnarren Augusts des Starken. Es wurde 1755 errichtet und im Volksmund „Narrenhäusel“ genannt. – Bei einem der Luftangriffe auf Dresden brannte es 1945 aus.

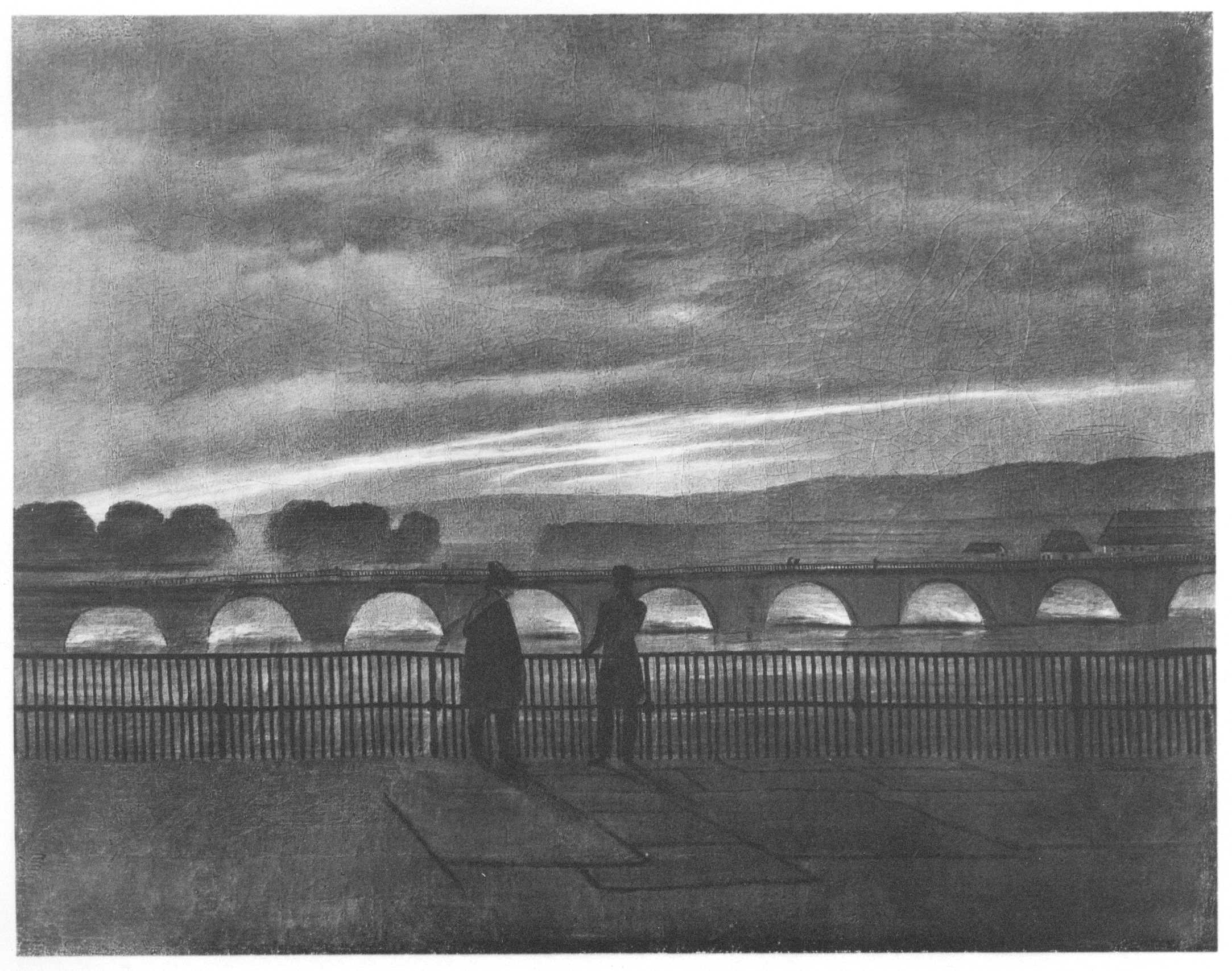
Caspar David Friedrich: Augustusbrücke in Dresden (Gemälde, 1931 verbrannt)
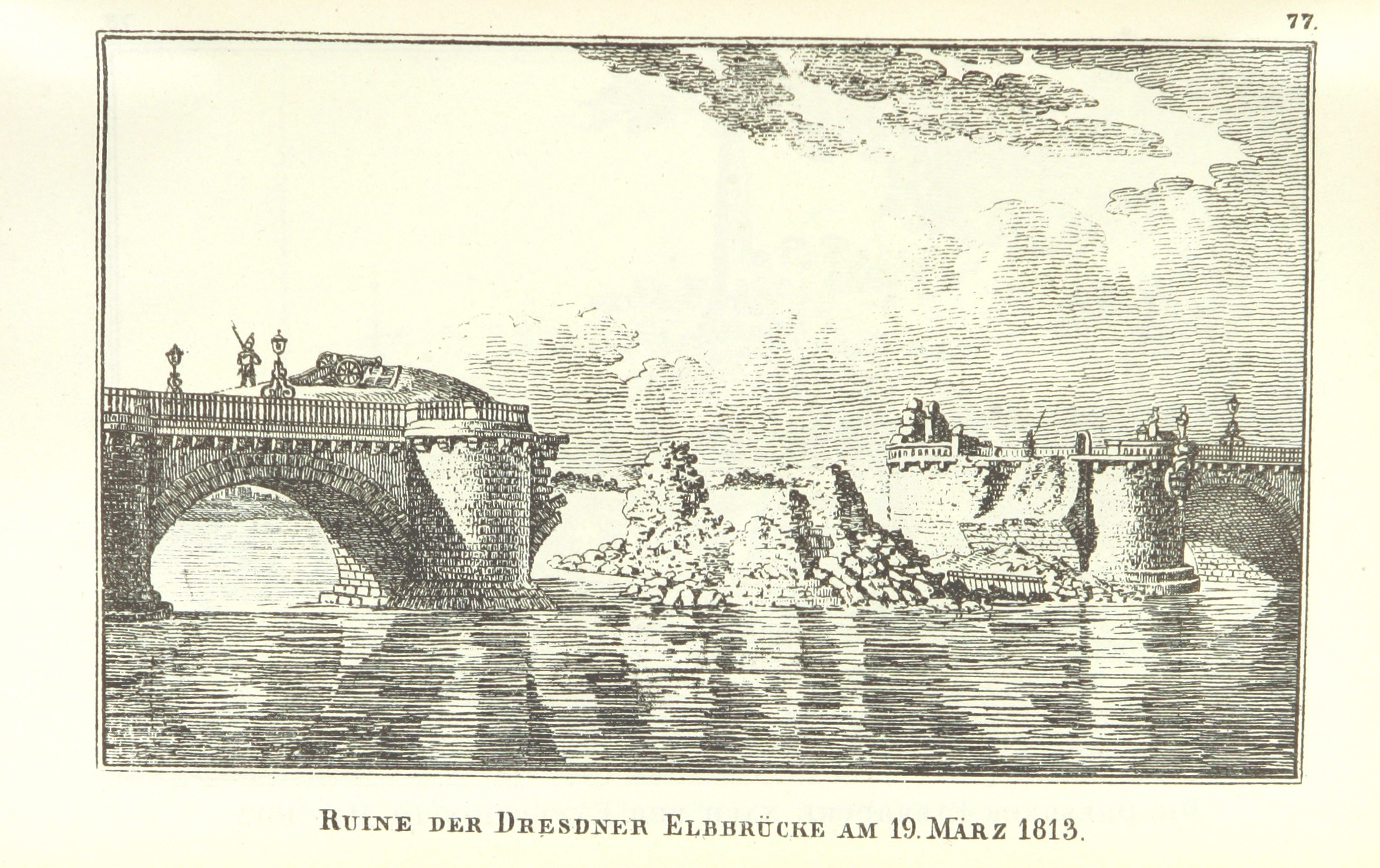
Ruine nach der Sprengung am 19. März 1813
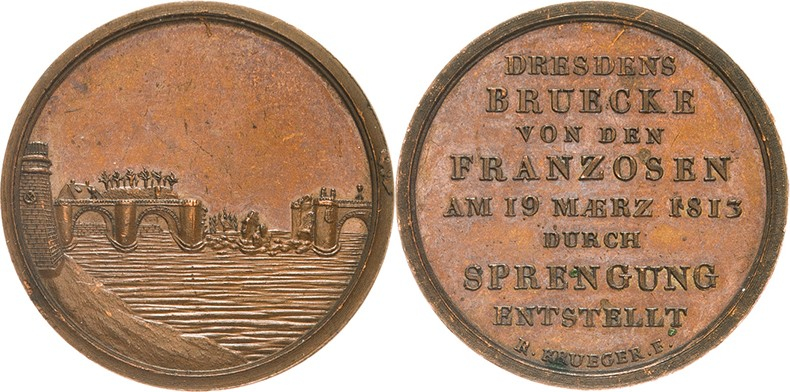
Medaille 1813 von C. R. Krüger: Sprengung der Augustusbrücke in Dresden am 19. März, geprägt in der Münzstätte Dresden.
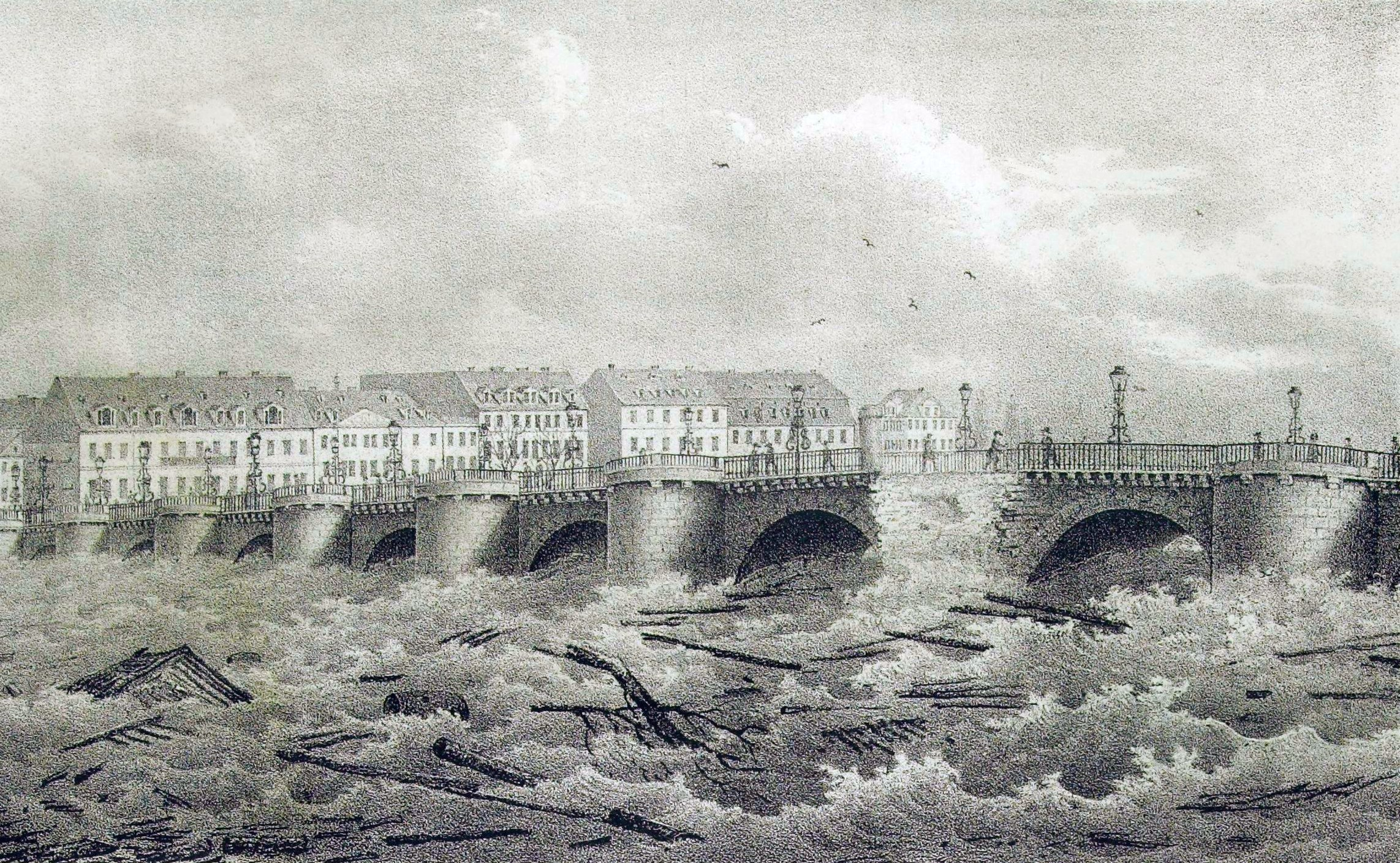
Eingestürzter Brückenpfeiler 1845
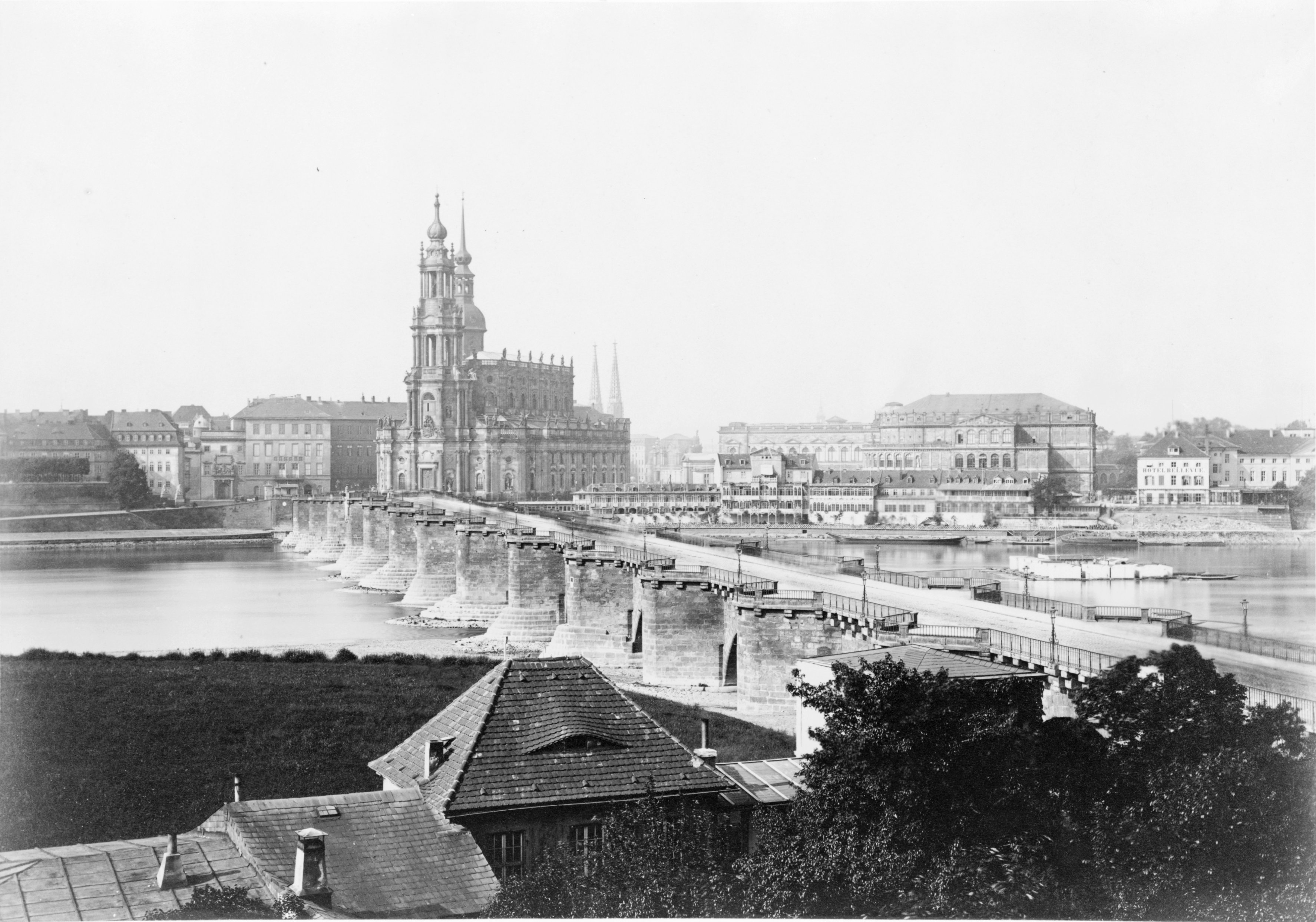
Um 1865
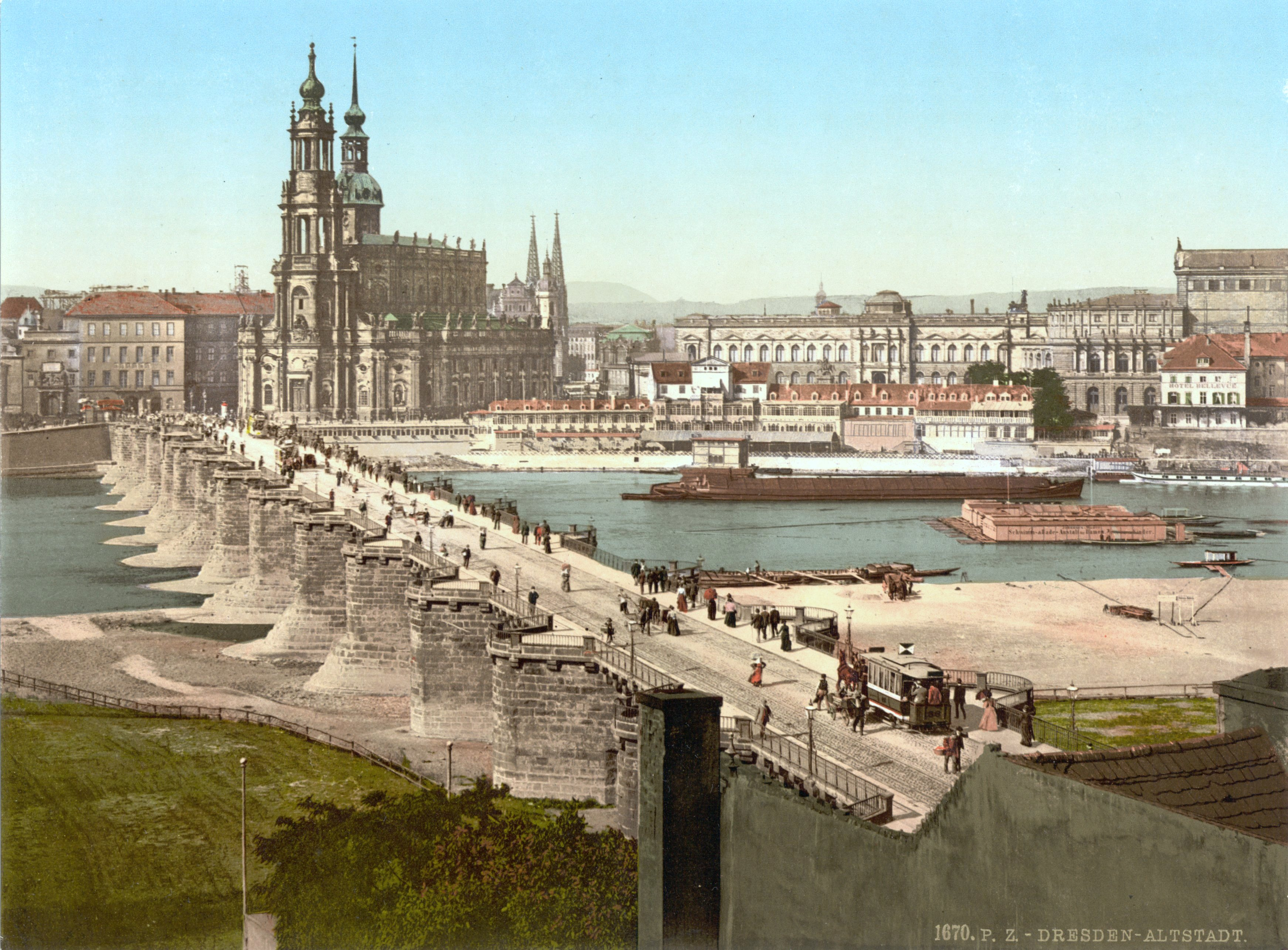
Um 1900
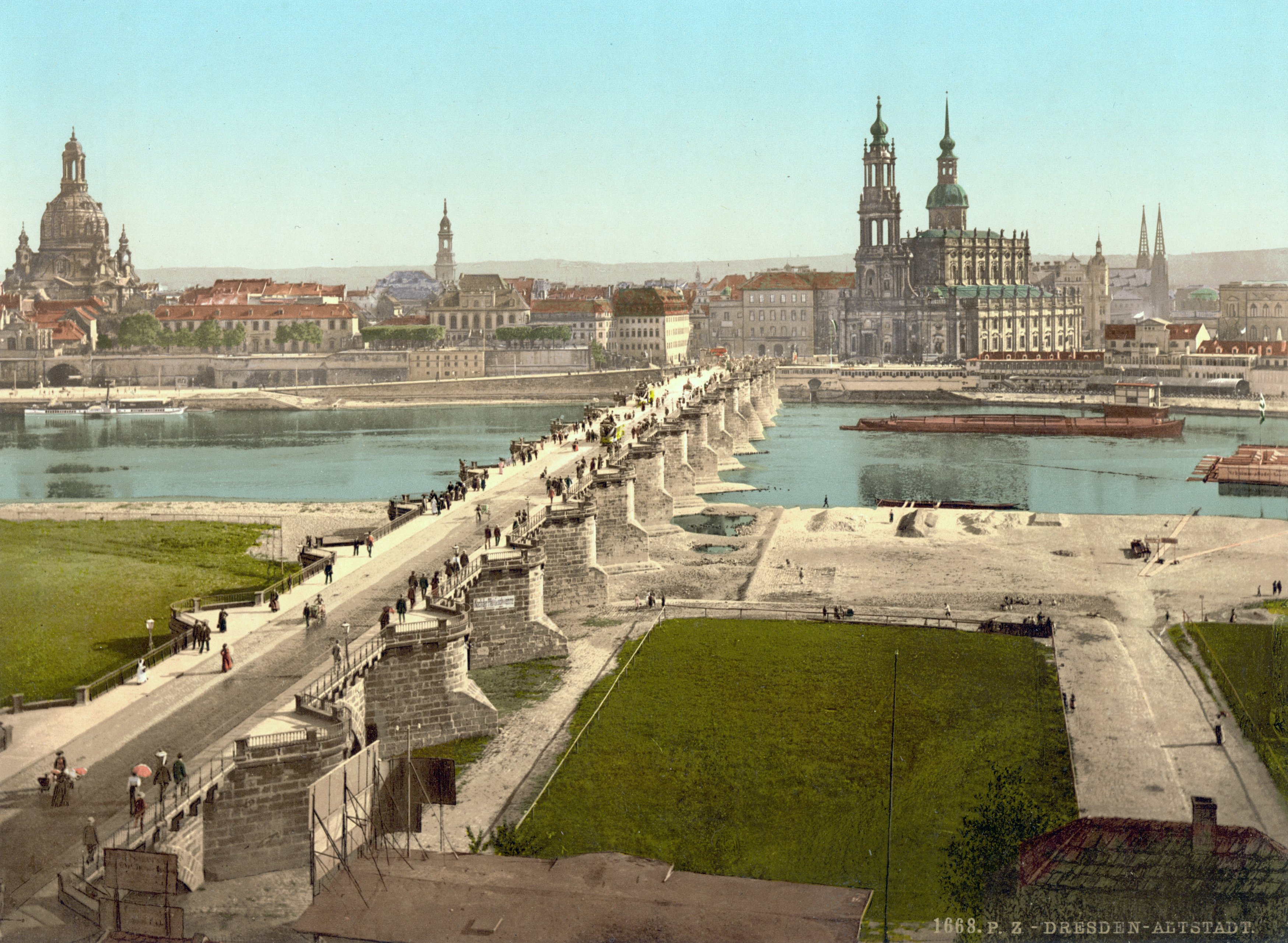
Um 1900
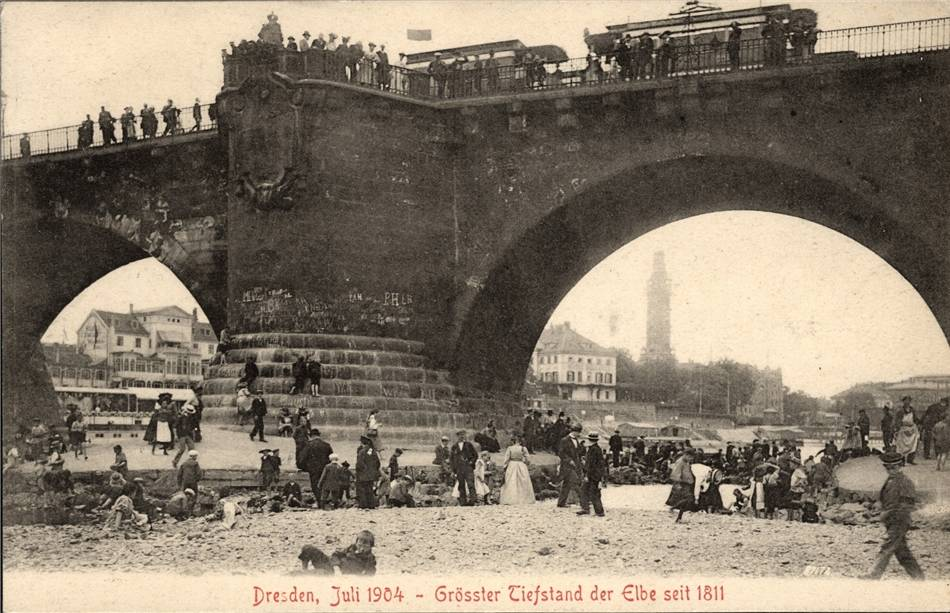
Die nahezu ausgetrocknete Elbe 1904 unterhalb der Brücke
Havarie mit der Alwine Auguste 1906

## Dritter Bau (1910)

### Planung

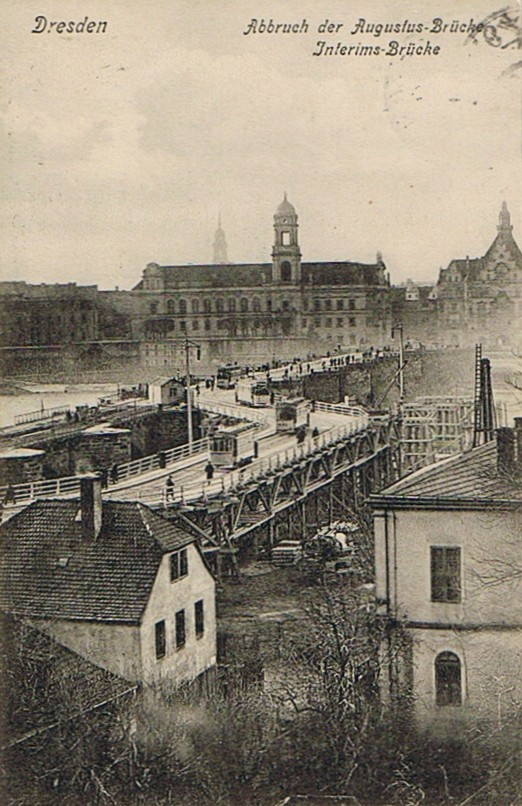
Abbruch der Augustusbrücke und Interimsbau (1907)

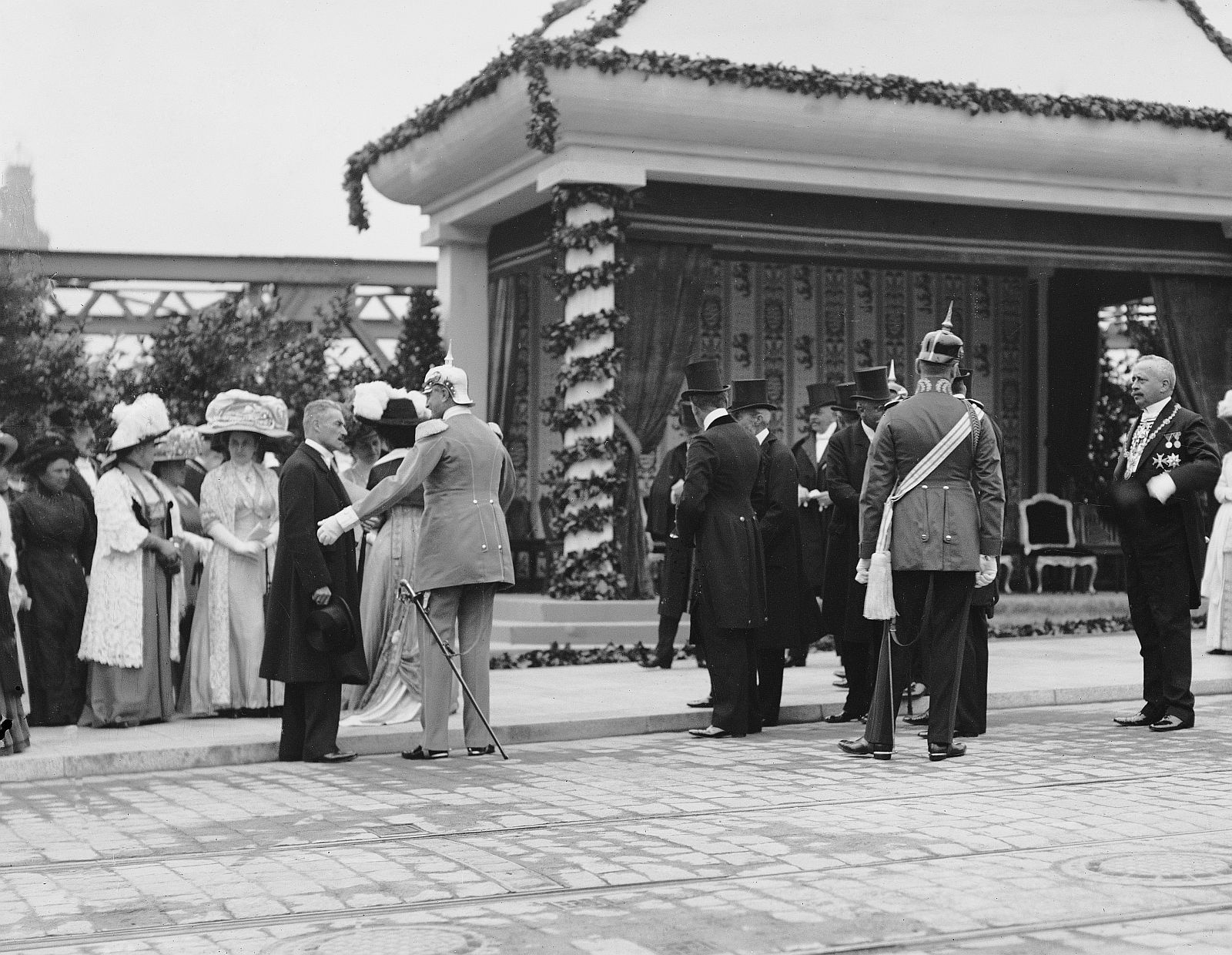
Einweihung der Friedrich-August-Brücke am 30. August 1910, Honoratioren vor dem Königlichen Pavillon (1910)

Die Planungen für einen Brückenneubau begannen im Jahr 1902 und lagen zunächst in den Händen des Ingenieurs und Stadtbaurats Hermann Klette. Da an dieser wichtigen Stelle im Stadtbild auf die architektonische Gestaltung der Brücke besondere Sorgfalt verwandt werden sollte, zog die Stadt 1906 den bekannten Architekten Wilhelm Kreis hinzu. Für den Bau standen etwa 6 Millionen Mark zur Verfügung. Damit der Verkehr während der Bauarbeiten weiter laufen konnte, entstand kurzfristig neben dem bisherigen Bauwerk eine provisorische Brücke, deren Bau am 15. Oktober 1906 begonnen wurde. Das Bauwerk bestand aus Stahl und Holz, die Pläne und die Bauaufsicht lagen in der Verantwortung des Zimmermeisters Ernst Noack. Die Behelfsbrücke wurde am 3. Februar 1907 eröffnet. Sie verfügte über eine Fahrbahn, auf der zwei Straßenbahngleise eingebaut waren, und einen Fußweg. Die Kosten der Behelfsbrücke betrugen etwa 450.000 Mark (das entspricht heute etwa 3.300.000 Euro). Mit der Eröffnung der Behelfsbrücke begann der Abriss der alten Augustusbrücke. Hierfür wurden die Pfeiler an Land gesprengt und die Pfeiler im Strom konventionell abgetragen. Insgesamt wurden bis September 1908 26.000 Kubikmeter Mauerwerk abgerissen und 10.000 Kubikmeter Erde abgetragen.

„Ein ehrwürdiges und bedeutendes Wahrzeichen der Stadt Dresden ist dem Untergang geweiht, die altersgraue Augustusbrücke, die von der heutigen Neustadt zum Kern der Altstadt führt, muss bekanntlich abgebrochen werden. Sobald die seit einigen Tagen in Angriff genommene vorläufige Holzbrücke gangbar ist, werden die ersten Quardersteine der alten Brücke fallen. Einst galt sie als eines der hervorragendsten Bauwerke Deutschlands. Sie war berühmt wegen ihrer Mächtigkeit und künstlerischen Wirkung im Stadtbilde. […] Auch im Rechtsleben der Stadt war ihr lange Zeit eine schreckliche Rolle beschieden. Schwere Verbrecher wurden gefesselt von der Brücke in den durch die Brückenjoche sich bildenden Strudel gestossen, und noch heute zeigt man unter den breit ausladenden Pfeilern den, auf dem der Henker seines Amtes waltete. […] Die Baukosten sind auf 15,420.000 Mark in Anschlag gebracht, zu denen ein Brückenbaufonds von 3,260.000 Mark bereits vorhanden ist.“

### Ausführung
Die Firmen Philipp Holzmann und Dyckerhoff & Widmann führten den Brückenbau von 1907 bis 1910 aus. Das heutige Bauwerk besteht aus neun Bögen (statisch als Dreigelenkbögen ausgelegt), von denen vier über Strompfeiler (bei Normalwasserstand) getragen werden. Die Gesamtlänge des Bauwerks beträgt etwa 390 Meter, die Bögen haben lichte Weiten von 17,6 bis 39,3 Meter. Die Breite der Brücke ist 18 Meter, in den Pfeilerkanzeln sind es 25 Meter. An der Augustusbrücke wird sehr deutlich, wie stark sich die Ufer am innerstädtischen Elbbogen unterscheiden. Auf Altstädter Elbseite setzt die Brücke direkt am Prallhang an und führt bereits unter dem dritten Bogen den Schiffsverkehr in der Fahrrinne. Im Norden fällt das Ufer sehr flach ab, weshalb dort vier Bögen die Elbwiesen überspannen. Das Bauwerk weist bei Talfahrt eine lichte Durchfahrtshöhe von 6,92 Meter beim höchsten schiffbaren Wasserstand auf. Für den Bau wurden 41.000 Kubikmeter Beton in Pfeiler und Bögen eingebaut.
Die Brücke ist als massive Gewölbebrücke mit Dreigelenkbogen gebaut und besteht im Kern aus Stampfbeton, die Ansichtsflächen sind mit 7300 Kubikmetern Sandstein verblendet, wofür man teilweise die Steine der abgebrochenen Augustusbrücke verwenden konnte. Die Bauplastik (Wappen und Schlusssteine) schuf der in Hamburg ansässige Bildhauer Karl Weinberger. Im Zuge des Neubaus wurde die Straße Terrassenufer, unter dem ersten Bogen hindurch, weiter an der Elbe entlang bis zum Basteischlösschen geführt. Bei seiner Verkehrsübergabe am 30. August 1910 erhielt das Bauwerk den Namen Friedrich-August-Brücke nach dem damaligen König Friedrich August III. von Sachsen, der der Eröffnungszeremonie auch beiwohnte. Tausende Dresdner kamen zu diesem Fest. Die Rede zur Eröffnung hielt Oberbürgermeister Otto Beutler.

### Kunstwerke

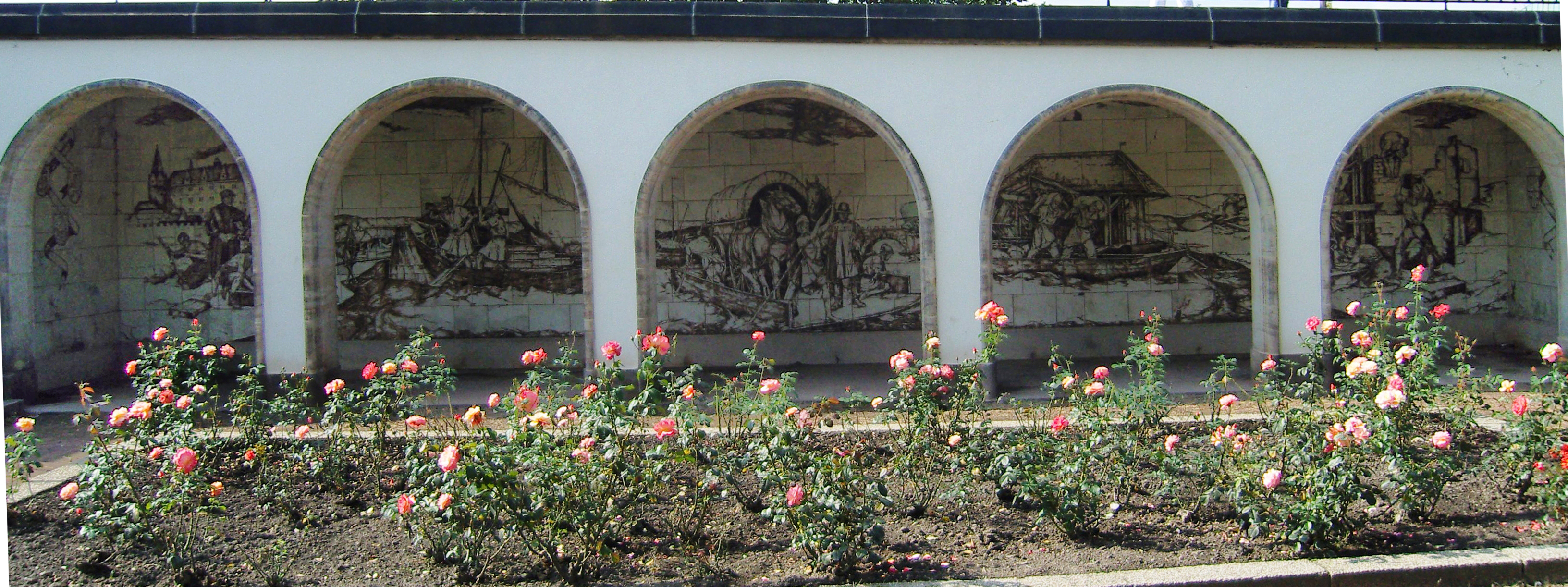
Sgraffito von Nadler (Außenansicht Bogengalerie)

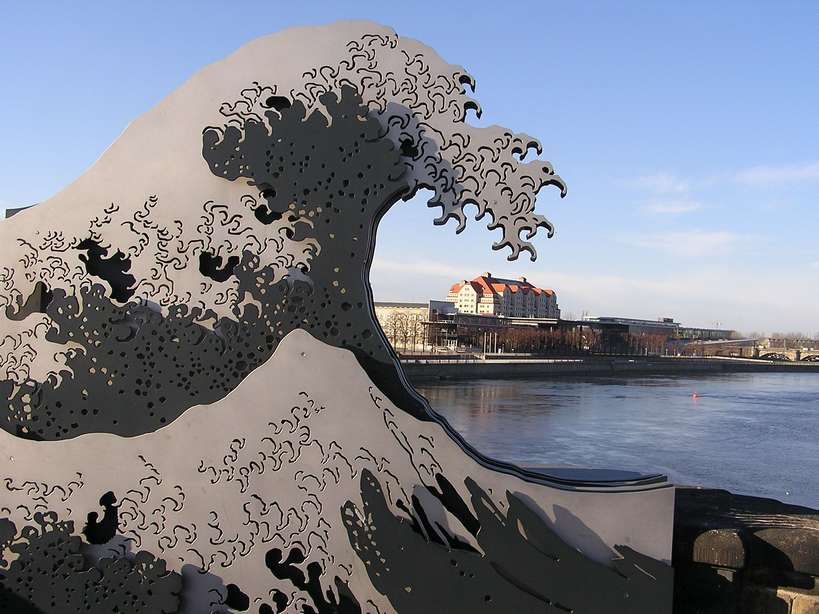
Kunstwerk Die Woge auf dem Hauptpfeiler der Brücke (Landtag, Kongresszentrum und Erlweinspeicher im Hintergrund)

Am Landpfeiler auf der Altstädter Elbseite ist eine Plastik, das sogenannte Brückenmännchen eingelassen. Die hockende Sandsteinfigur schaut stromabwärts. Die ursprüngliche Plastik stammte aus dem frühen 16. Jahrhundert und wurde 1813 bei der napoleonischen Brückensprengung zerstört. Ein Jahr später schufen die Bildhauer Christian Gottlieb Kühn und Schneider eine Nachbildung des Brückenmännchens. Dieses soll den Erbauer der ersten Elbbrücke Matthaeus Focius darstellen. Es gehörte wie der Queckbrunnen, das Kreuz auf der Brücke und die Brückenfreiheitssäule zu den Wahrzeichen, die sich Handwerksgesellen auf der Walz in Dresden merken mussten.
Auf der Neustädter Seite der Brücke sind zahlreiche Kunstwerke zur Geschichte Dresdens vorhanden. In einer Bogengalerie befindet sich ein Keramik-Sgraffito aus dem Jahr 1935 zur Elbschifffahrt von Hans Nadler. Hergestellt wurden die Keramikplatten in den Teichert-Werken in Meißen. Dargestellt sind der Bau des Dresdner Schlosses, zwei Fähren, die letzte Schiffsmühle im Pieschener Winkel und der Aufbau der Dresdner Neustadt (von links nach rechts). Zudem sind Wappen sächsischer Städte an der Elbe dargestellt, so Dresden, Königstein, Schandau, Pirna sowie Meißen, Riesa und Strehla. Des Weiteren sind vier Reliefs, geschaffen in den Jahren 1978 und 1979, zur Stadtentwicklung angebracht: eine Darstellung von Altendresden um das Jahr 1640 von Dietrich Nitzsche, eine Darstellung von Neustadt und Altstadt im 17. Jahrhundert von Vinzenz Wanitschke sowie die Darstellung von Altendresden und der Neustadt im 18. Jahrhundert von Egmar Ponndorf und Peter Makolies’ Darstellung des Neustädter Markts und der Hauptstraße vor 1945.
Seit 2006 erinnert ein Kunstwerk des Dresdner Künstlers Tobias Stengel auf dem Hauptpfeiler der Brücke an das Elbehochwasser 2002. In einem Wettbewerb im Jahr zuvor setzte er sich mit seinem Entwurf durch, der sich an dem berühmten Holzschnitt Die große Welle vor Kanagawa des japanischen Malers Hokusai orientierte. An diesem Kunstwerk bringen Verliebte immer wieder Liebesschlösser an.

Keramik-Sgraffito von Hans Nadler
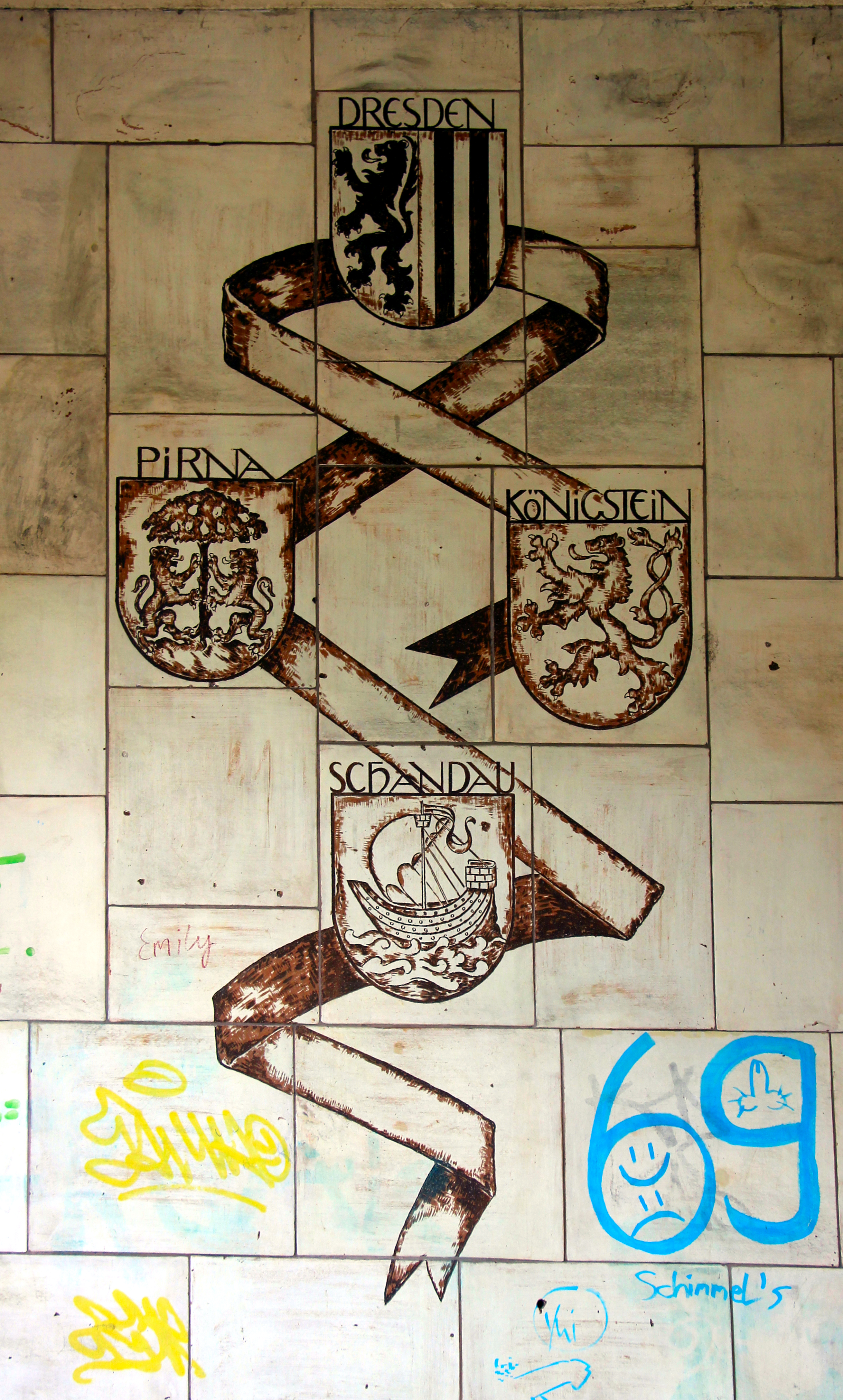
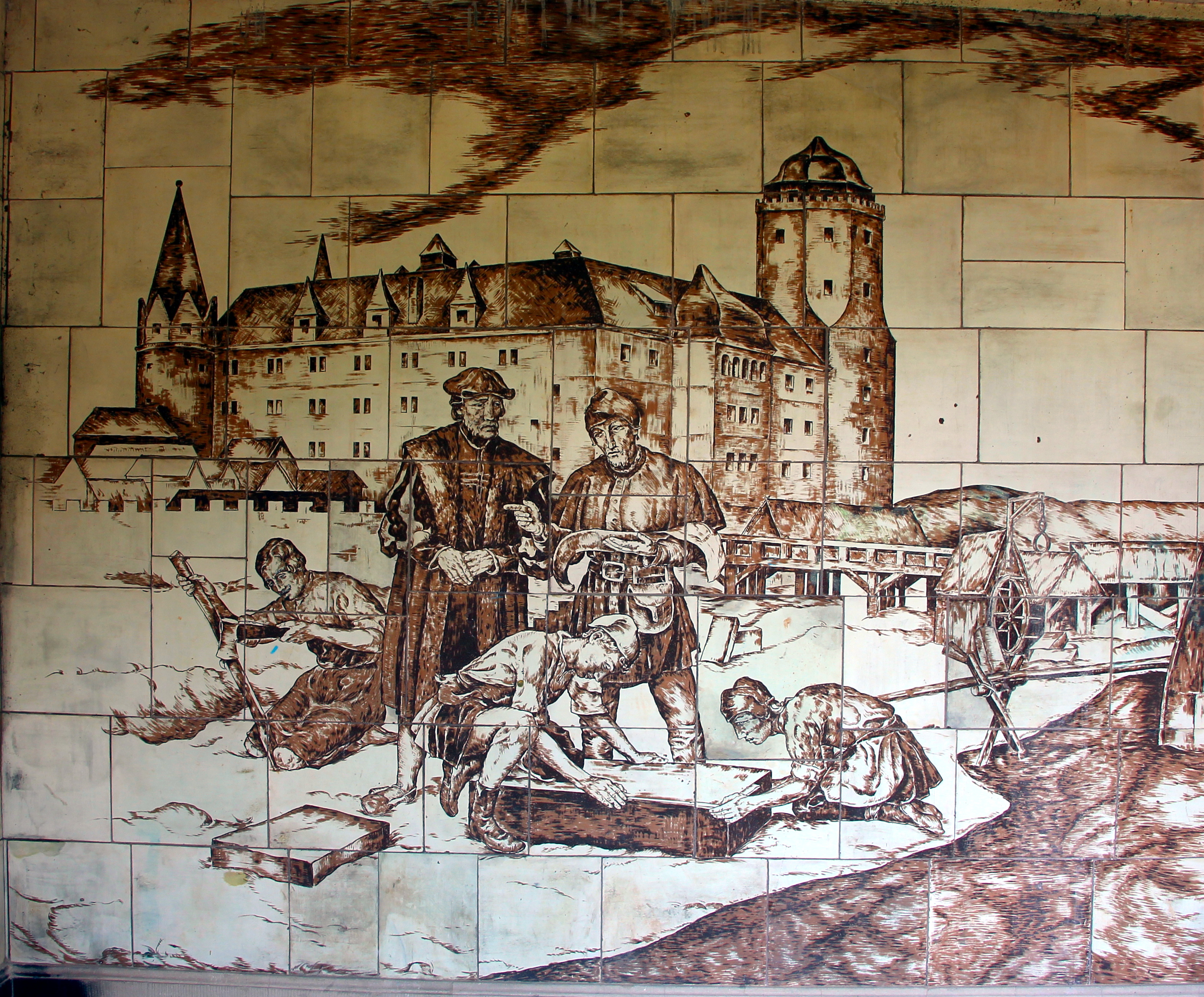
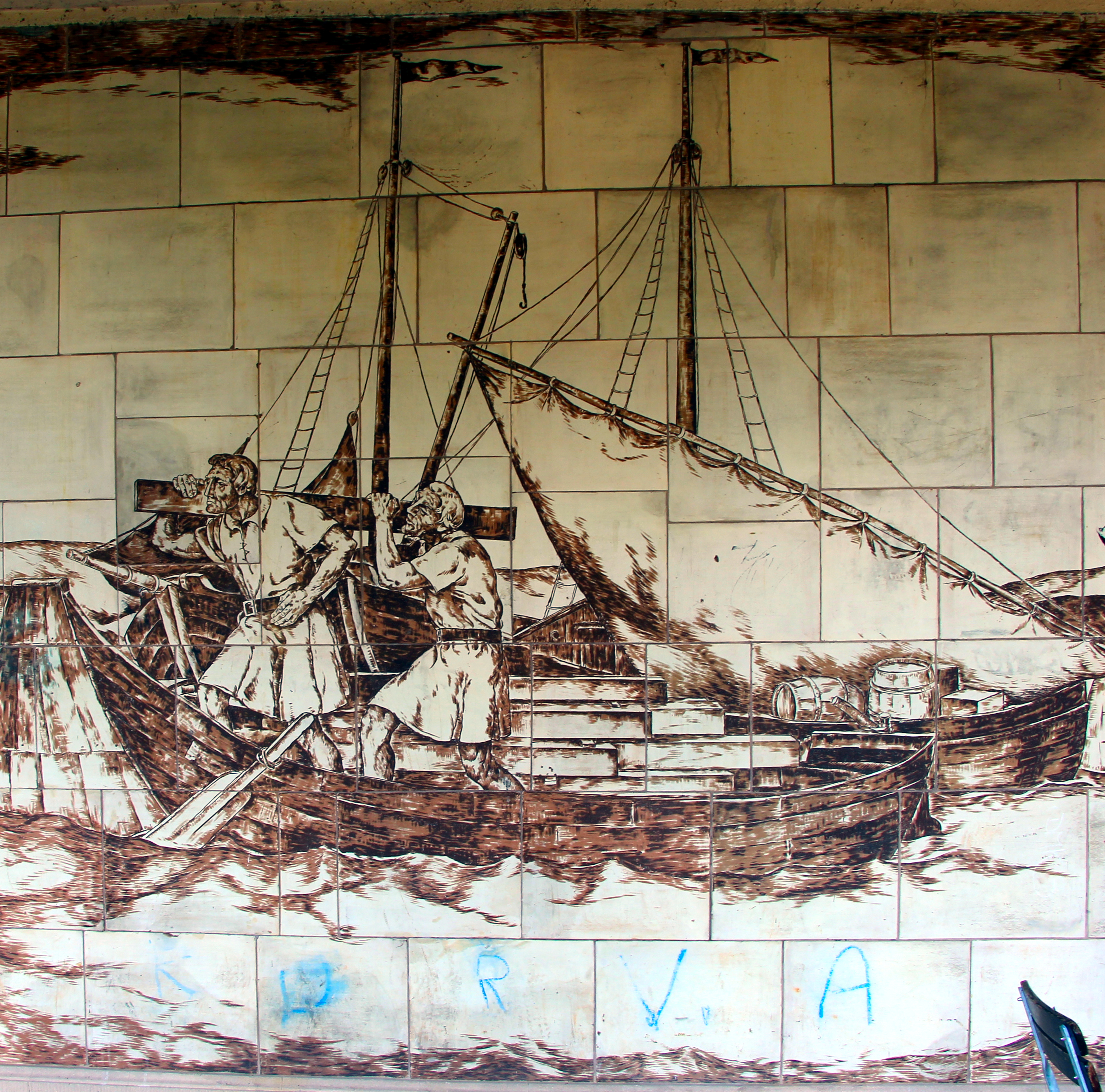
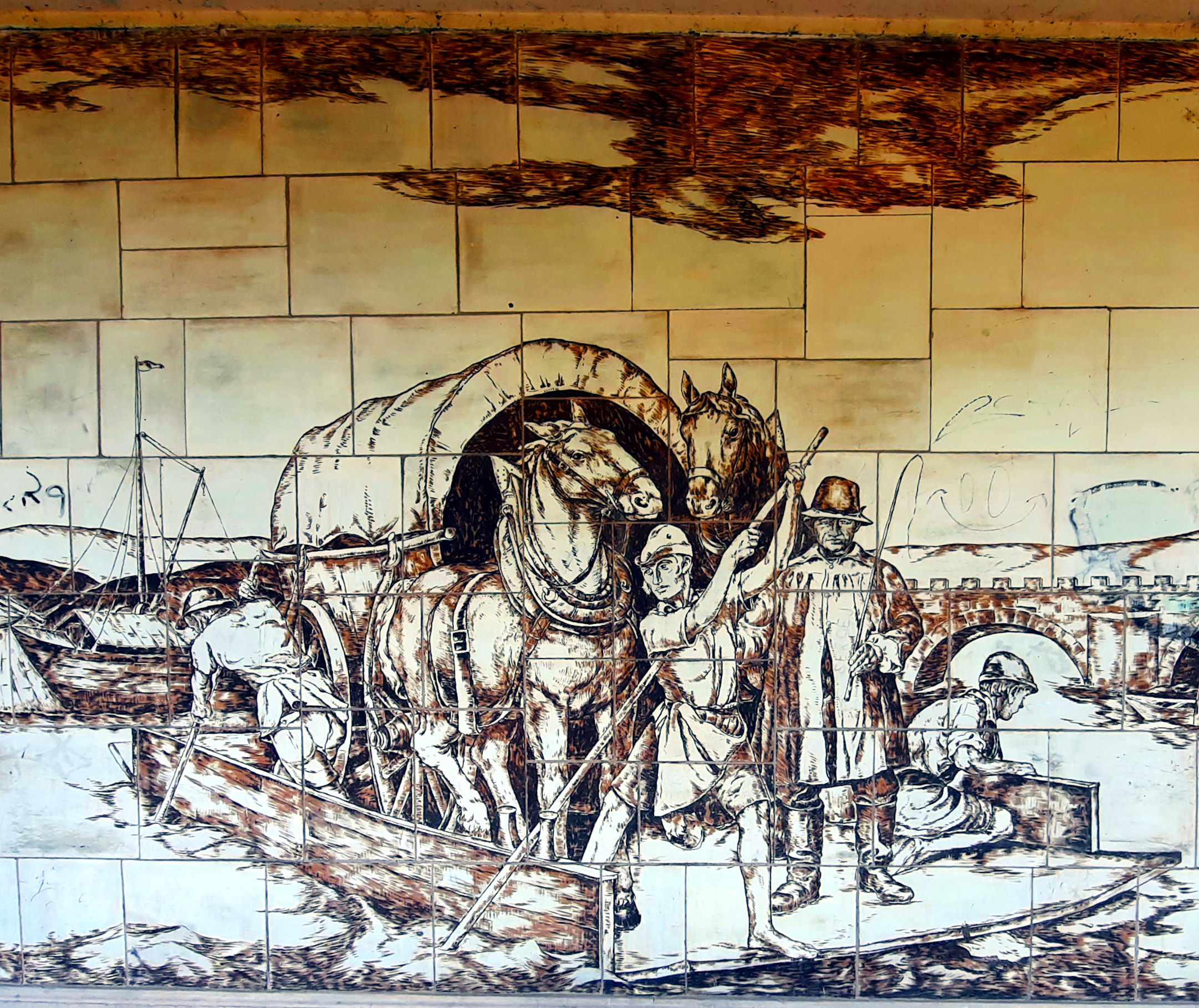
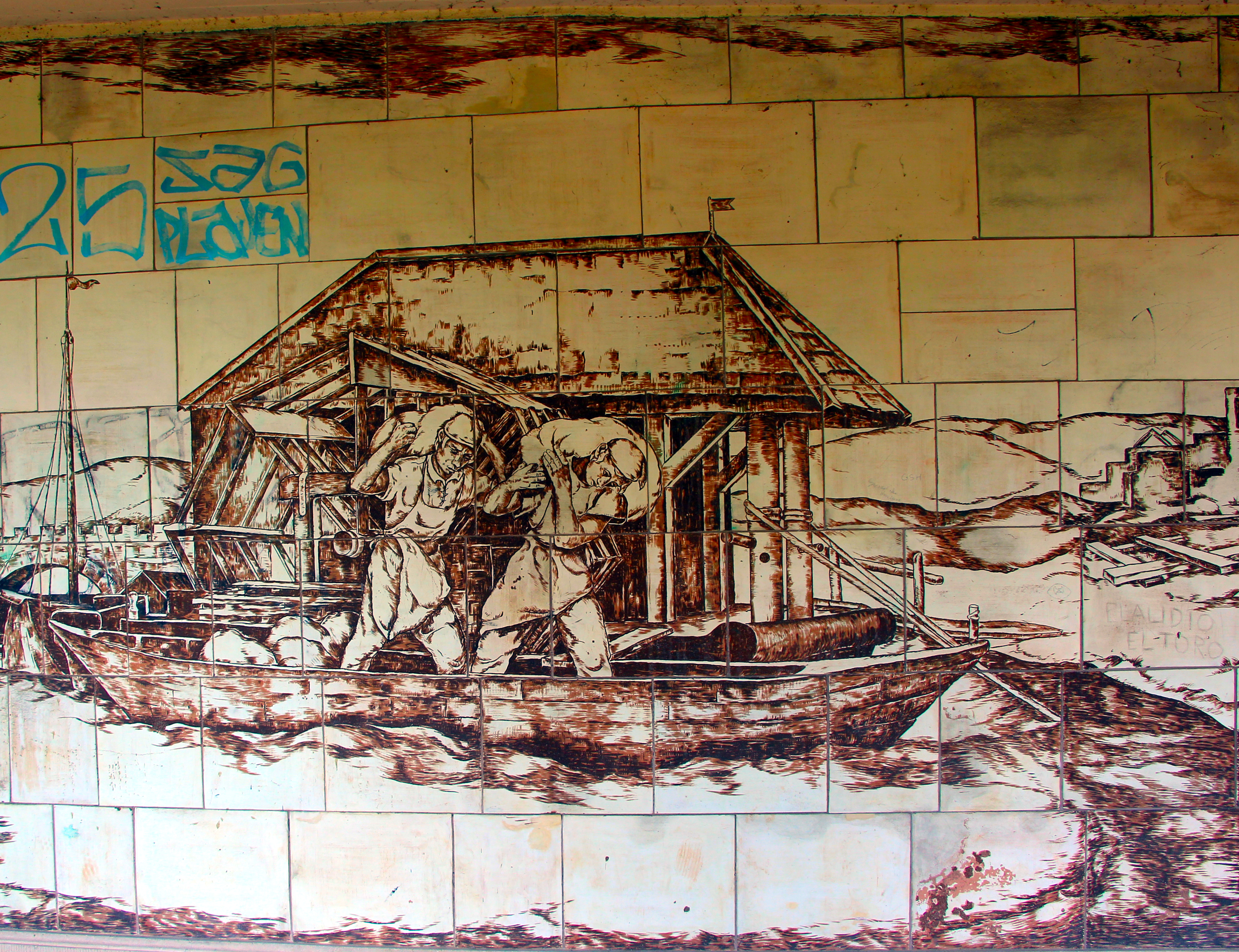
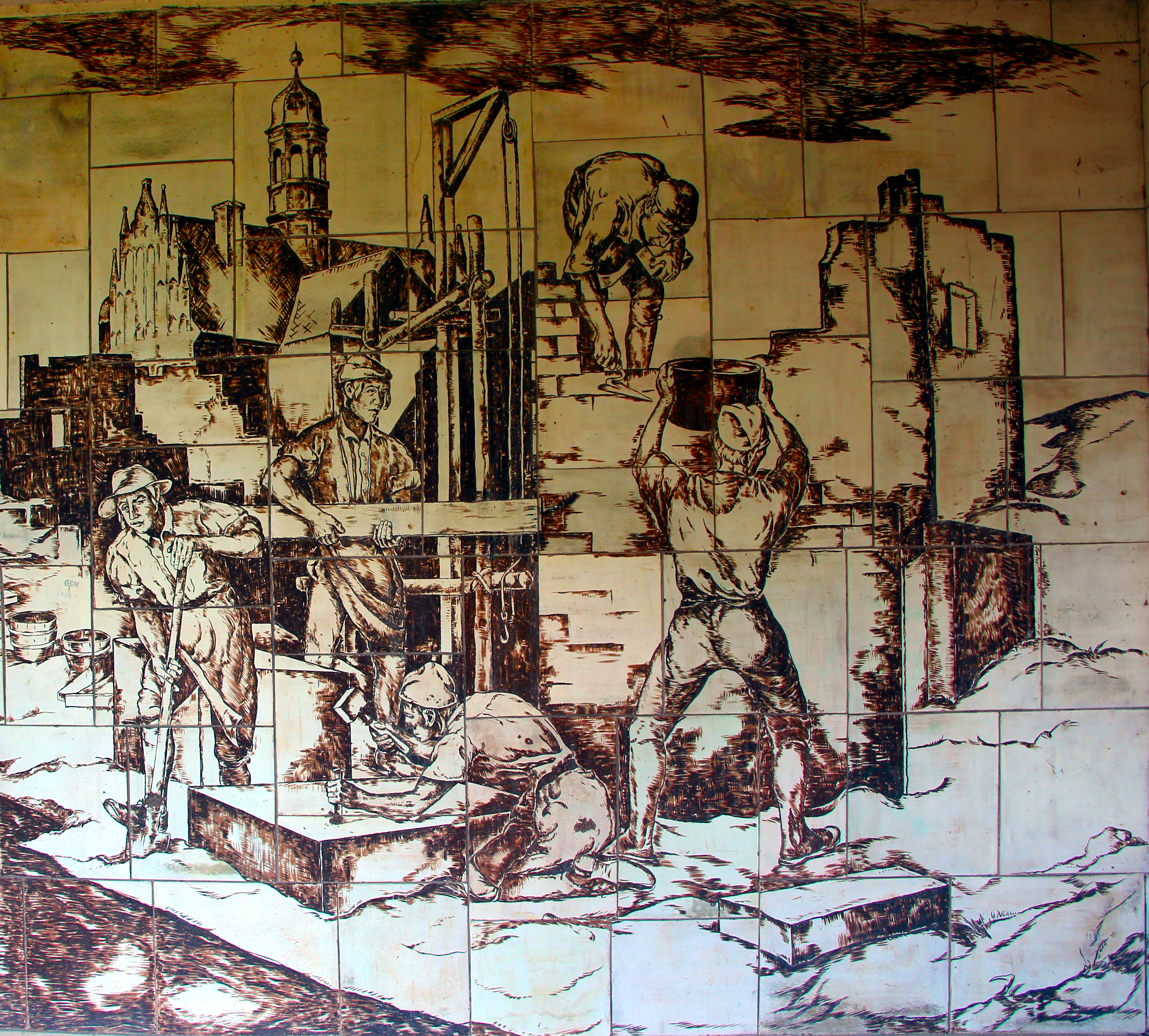
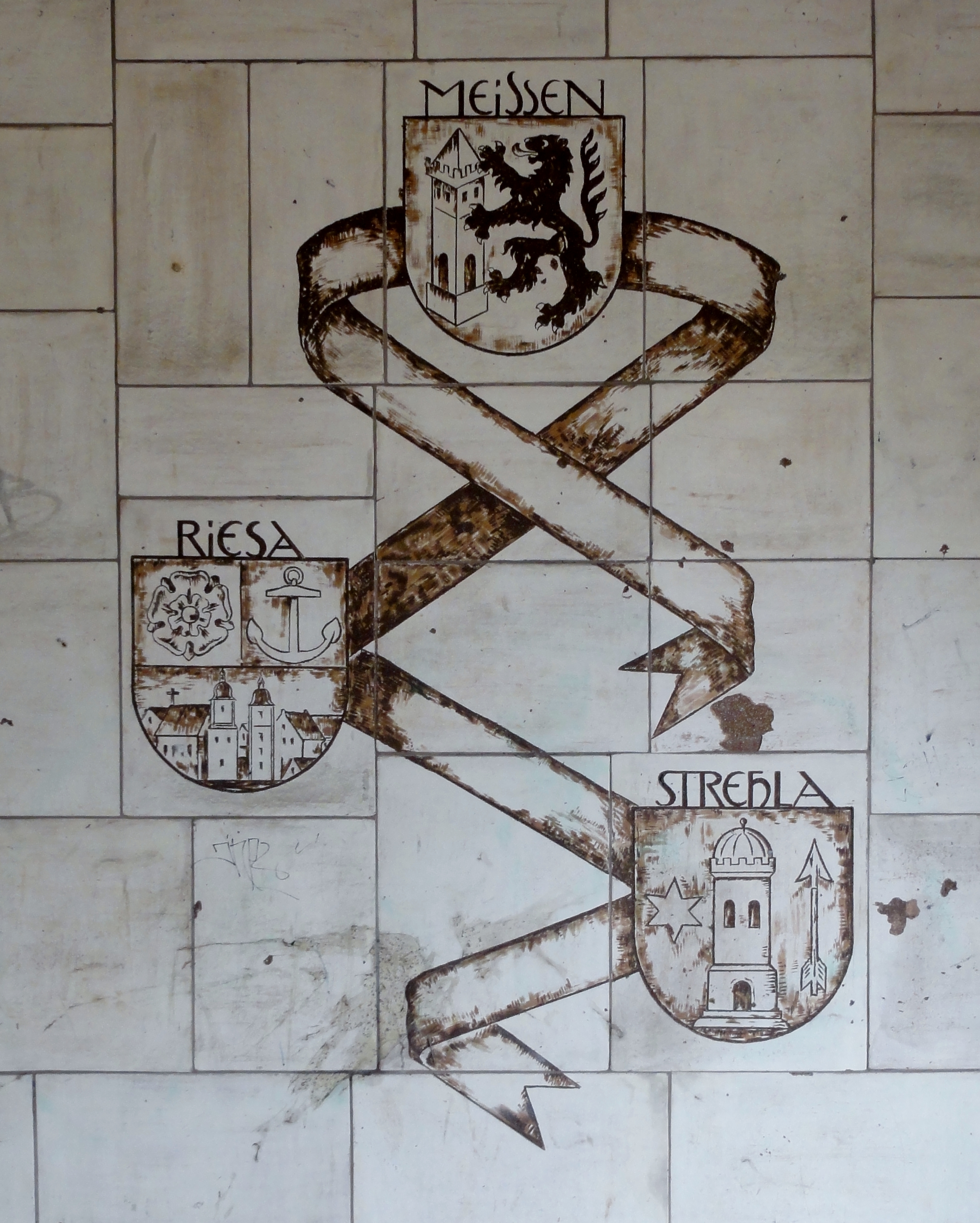

## Nachgeschichte

### Seit der Fertigstellung
Am 31. Juli 1936 trugen Läufer das olympische Feuer über die Brücke für die Olympischen Sommerspiele 1936 in Berlin.
Am 7. Mai 1945, einen Tag vor dem Ende des Zweiten Weltkrieges in Deutschland, wurden der sechste Pfeiler nach dem Altstadtufer und die angrenzenden Bögen VI und VII von deutschen Truppen gesprengt. Noch 1945 wurden die zerstörten Bögen am Neustädter Elbufer durch ein Provisorium ersetzt. Bis 1949 ließ die Stadt sie in fast unveränderter Form wiederaufbauen. Mit der Wiedereröffnung am 28. Juli 1949 erhielt die Brücke den Namen Georgij-Dimitroff-Brücke (nach dem bulgarischen Kommunisten Georgi Dimitrow). Mit der Anekdote, dass August der Starke, wenn er beim Überfahren der Brücke eine schöne Dame sah, zu seinem Kutscher „die-mit-droff“ gesagt haben soll, verballhornten die Dresdner Bürger diese Umbenennung. Am 30. September 1990 erhielt die Brücke ihren historischen Namen zurück.
Bei der Jahrhundertflut 2002 wurde sie für den motorisierten Verkehr ganz und für Fußgänger auf der stromaufwärts gelegenen Seite gesperrt; die Brücke nahm aber keinen Schaden. Im März 2015 musste die Brücke kurzzeitig für den Schiffsverkehr gesperrt werden, da die Gefahr bestand, dass bis zu einer Tonne schwere Teile der Brüstung abbrechen. Zunächst wurden im betroffenen Bereich 350 Steine geprüft und mit Nummern versehen, um später wieder an denselben Stellen eingebaut werden zu können. Von 2017 bis 2022 wurde die Augustusbrücke für 26 Millionen Euro saniert. Die Freigabe für den Verkehr erfolgte am 28. Januar 2022.

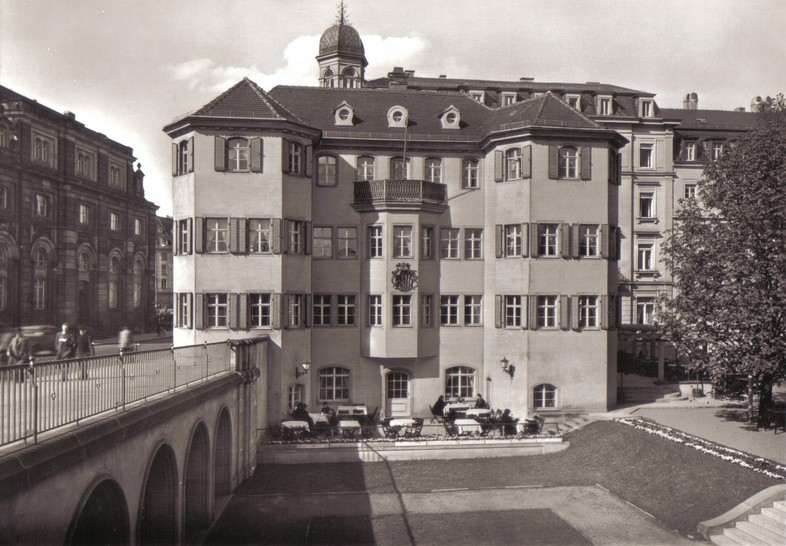
Das bekannte Narrenhäusel stand bis 1945 am Neustädter Elbufer.
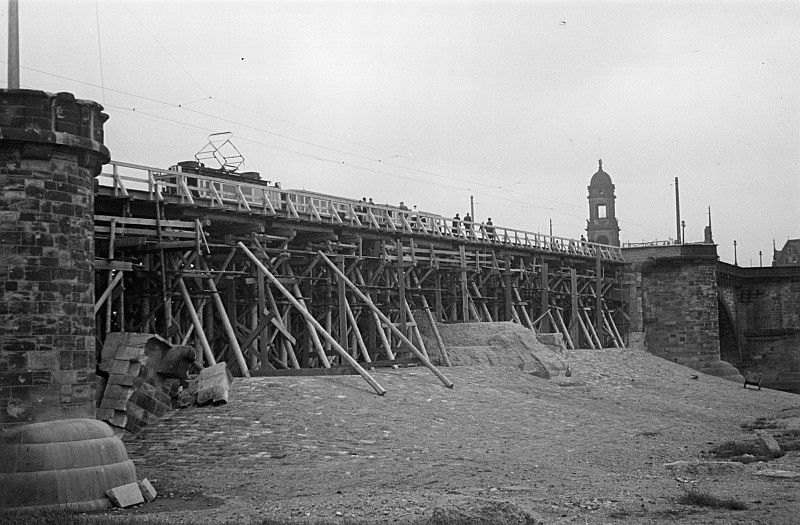
Brücken-Nachkriegsprovisorium 1945
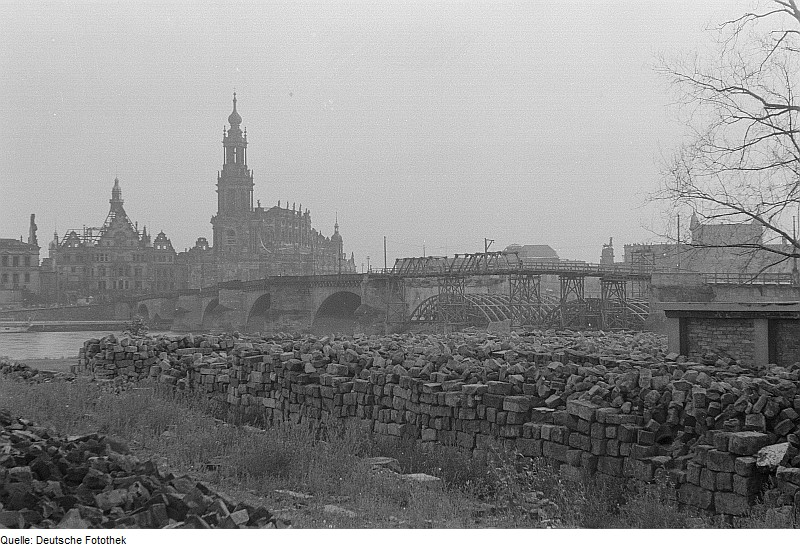
Wiederaufbau (1947–1949)
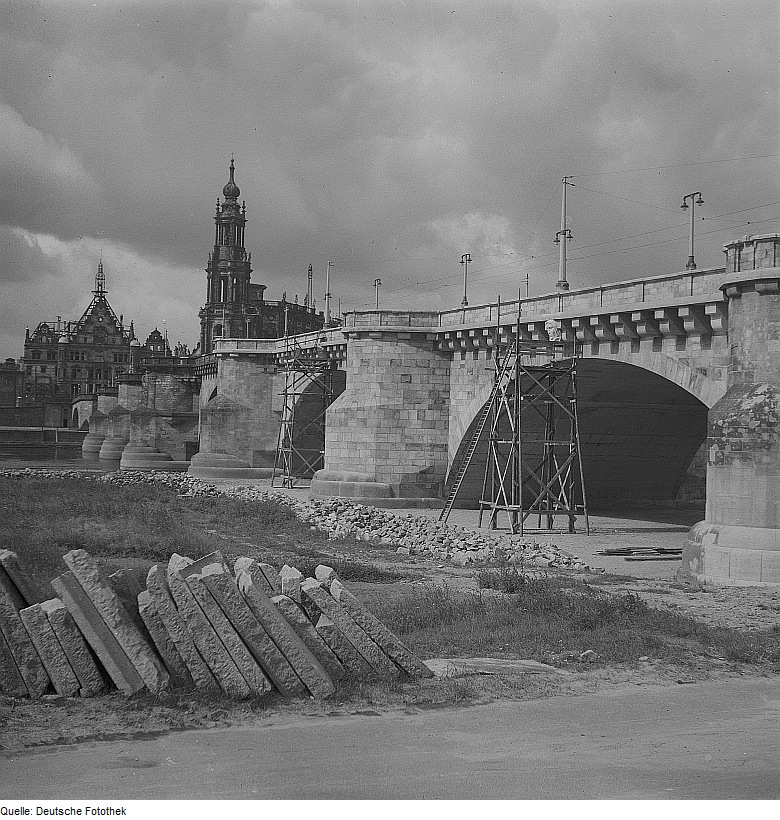
Wiederaufbau (1947–1949)
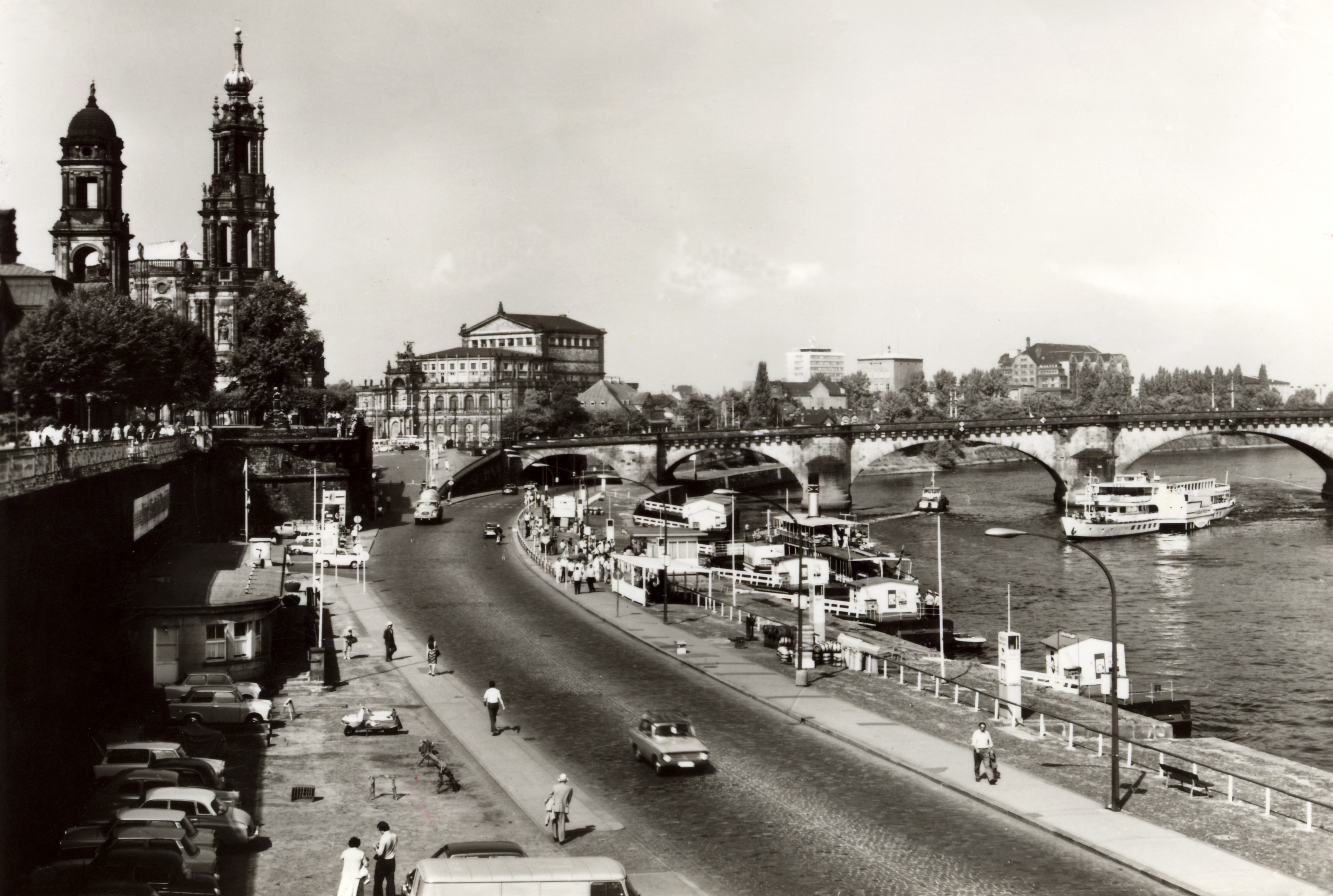
Altstädter Seite der Augustusbrücke Ende der 1970er Jahre
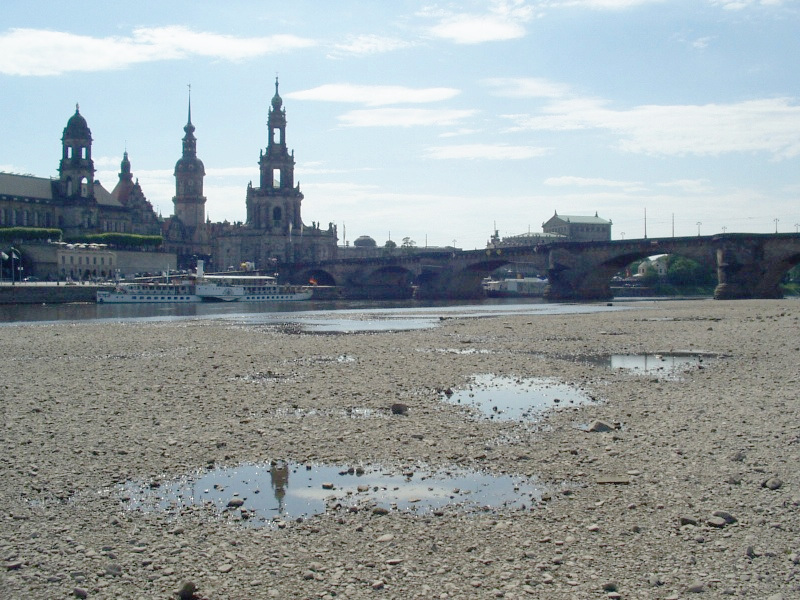
Bei Niedrigwasser 2005
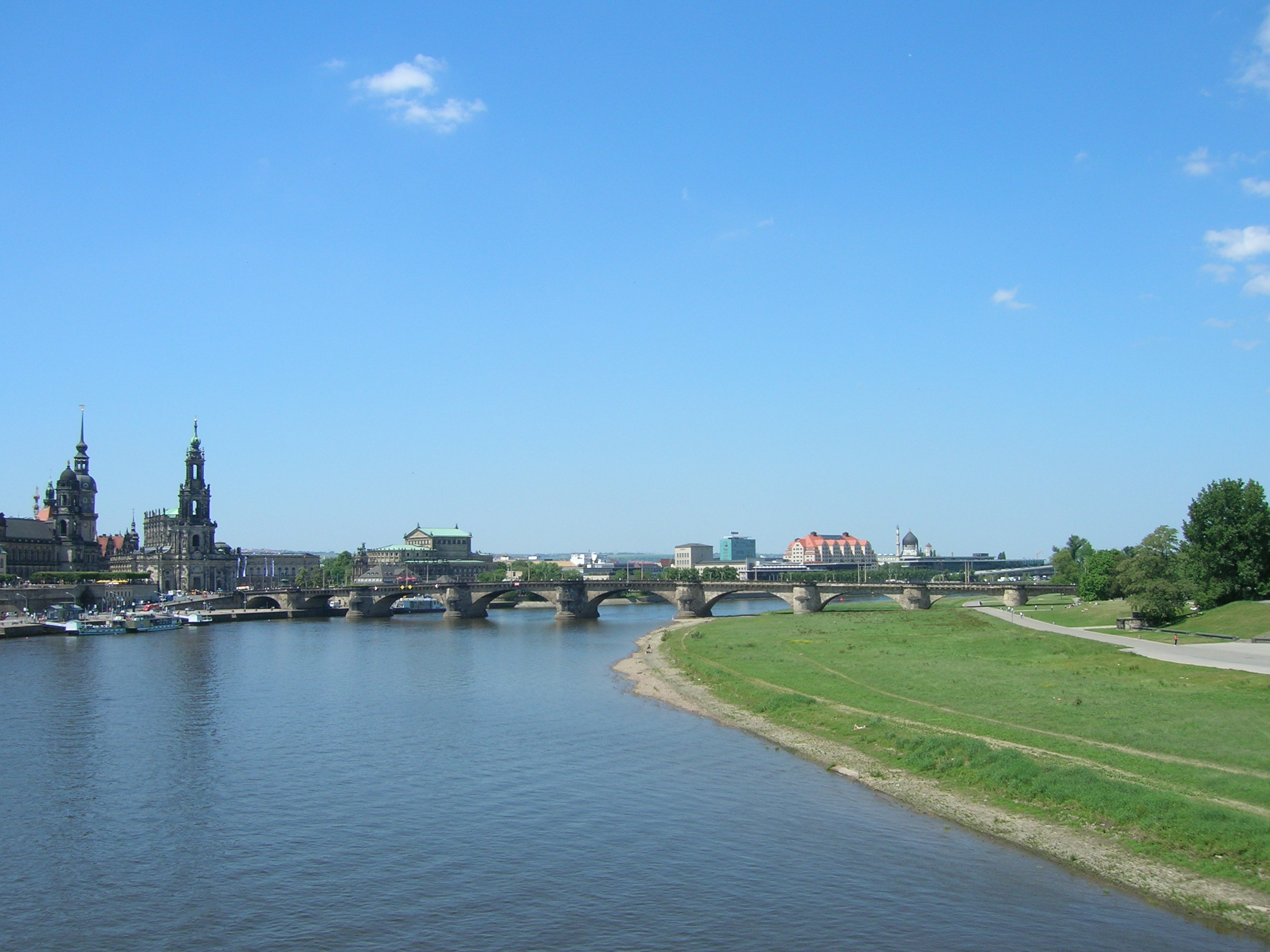
2006 mit Elbwiesen
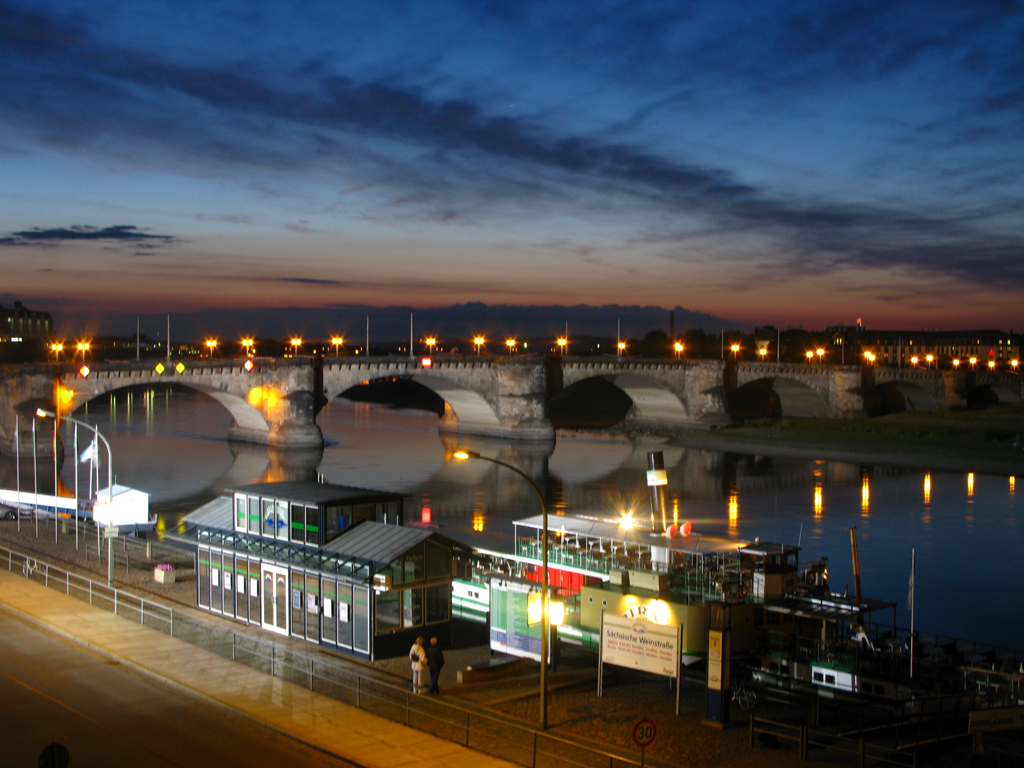
Nachtaufnahme von der Brühlschen Terrasse aus

### Verkehrsbedeutung

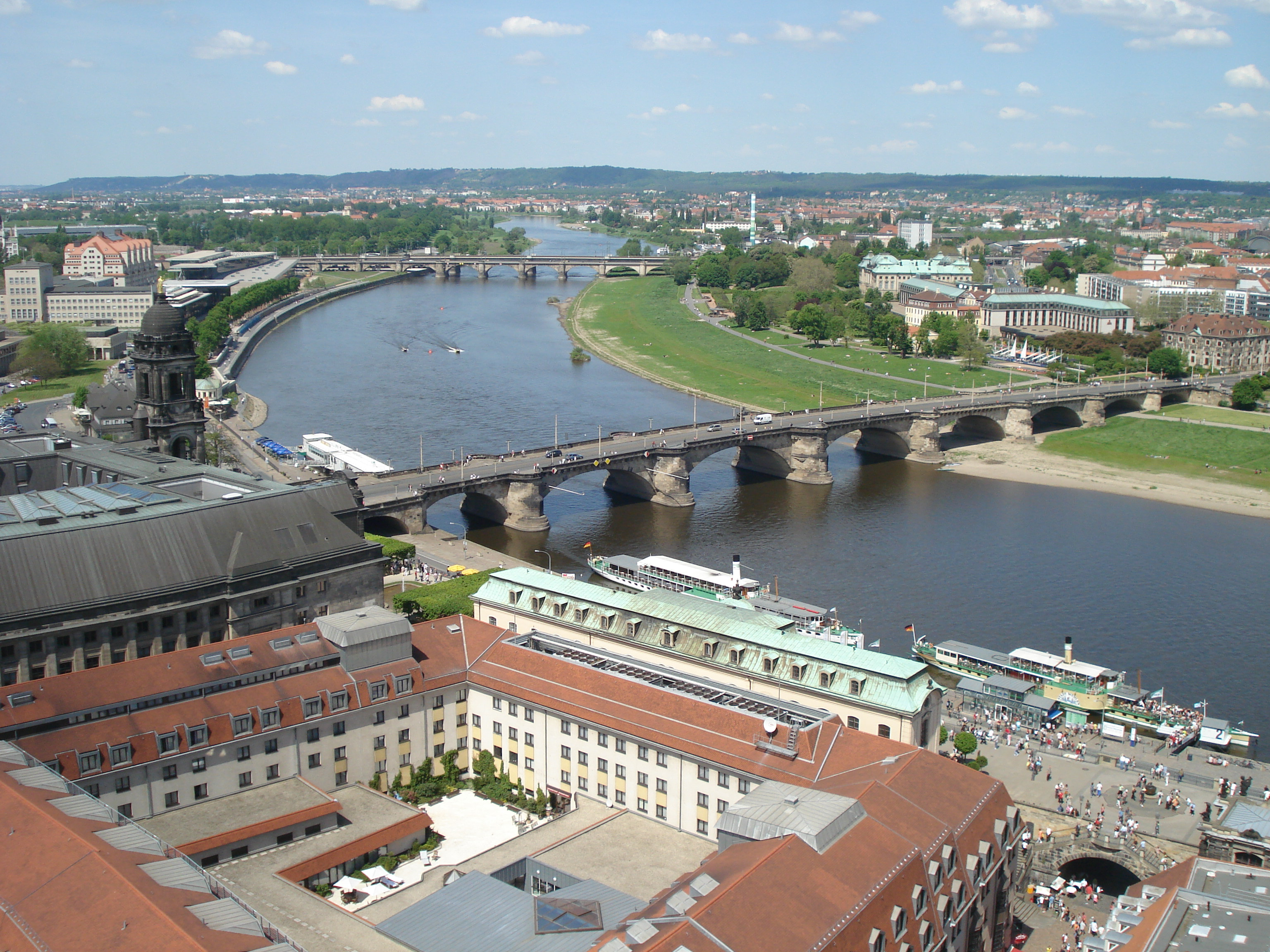
Ansicht von der Frauenkirche aus, im Hintergrund die Marienbrücke

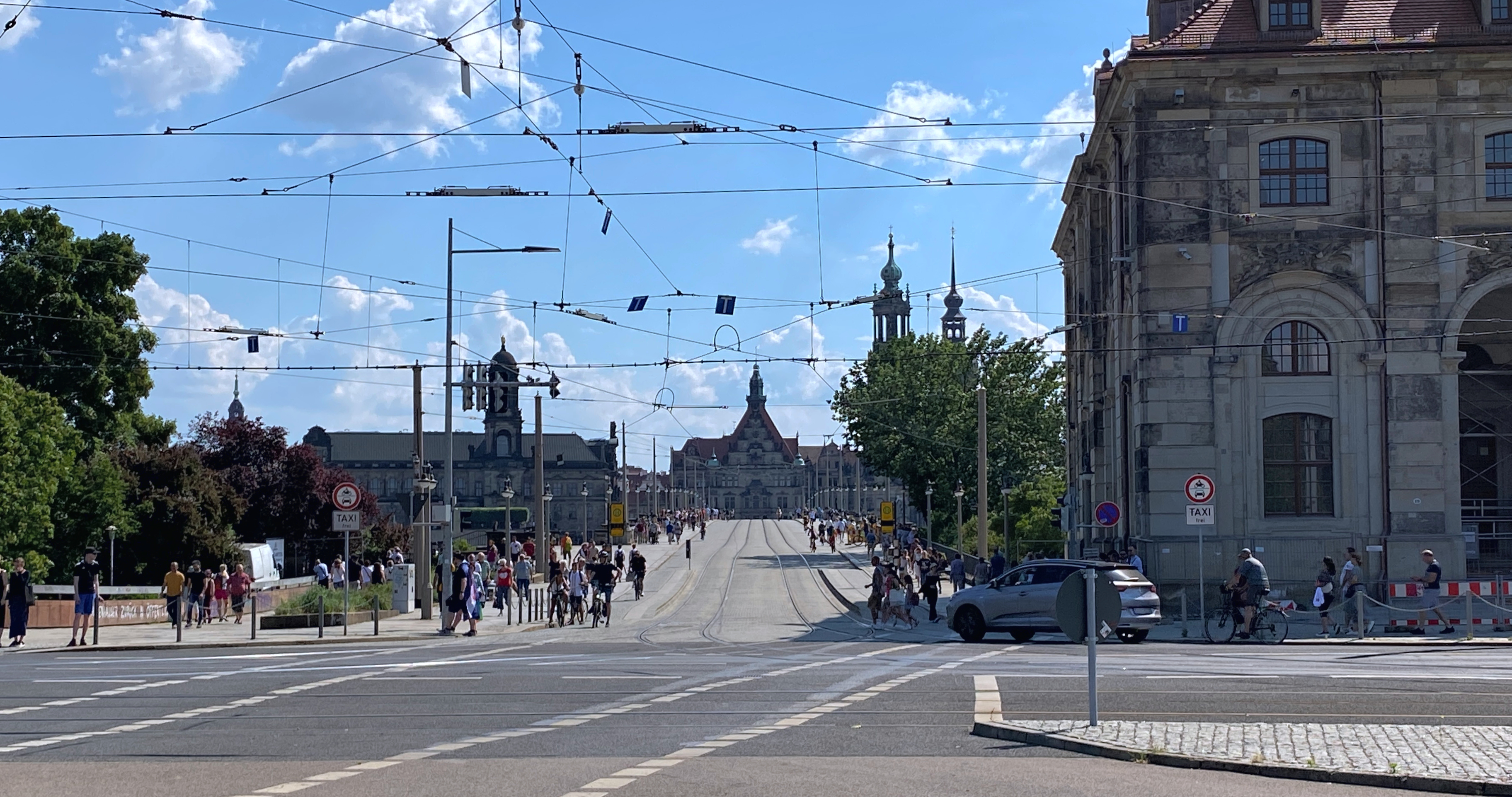
Blick vom Neustädter Markt auf die Augustusbrücke mit dem Georgentor im Hintergrund

Die Augustusbrücke ist eine von fünf Brücken im Innenstadtbereich Dresdens. Mehrere Linien der Dresdner Straßenbahnen verlaufen über die Brücke. Südlich der Elbe befindet sich der touristisch bedeutsame Theaterplatz und kurz dahinter der Postplatz als wichtigster Straßenbahnkreuzungspunkt. Über die Augustusbrücke fahren daher etwa im Zweiminutentakkt je Richtung Straßenbahnen der Linien 3, 4, 7 und 9. Nach dem Wegfall der teileingestürzten Carolabrücke trägt sie die Hauptlast der Straßenbahnen.
Sie ist zudem eine wichtige Verkehrsader für den Fuß- und Radverkehr.
Bis zur Sperrung für die Sanierungsarbeiten ab 2017 durfte die Brücke von Privatautos befahren werden. Wegen der geringen Bedeutung für den motorisierten Individualverkehr (2016: 6.500 Kfz pro Tag) und die hohe Bedeutung für den nichtmotorisierten Verkehr beschloss die Stadt 2014 im Verkehrsentwicklungsplan 2025plus die Stadt die ausschließliche Nutzung der Brücke durch Straßenbahnen, Fußgänger und Fahrradfahrer. Die aufgrund ihrer zentralen Lage rege von Touristen genutzte Brücke wurde in diesem Zusammenhang oft mit der Prager Karlsbrücke verglichen, die Fußgängern vorbehalten ist. Nach Abschluss der Sanierungsarbeiten 2022 wurde die Brücke dementsprechend für den motorisierten Individualverkehr nicht wiedereröffnet.

### Pegel Dresden
Der zweite Brückenpfeiler auf der Altstädter Seite steht komplett in der Elbe. An ihm ist die senkrechte Pegellatte für den Pegel Dresden angebracht, mit der der Wasserstand der Elbe in Dresden zentral gemessen wird (51° 3′ 16,08″ N, 13° 44′ 19,8″ O). Der Pegelnullpunkt befindet sich auf 102,682 m. Hier wurde am 9. Januar 1954 mit 5 cm der niedrigste bekannte Wasserstand (NNW) gemessen. Während des Elbhochwasser 2002 wurde am 17. August 2002 mit 940 cm der höchste bekannte Wasserstand (HHW) gemessen. Der Mittelwert der Wasserstände (MW) in der Zeitspanne 1. November 2000 bis zum 31. Oktober 2010 liegt bei 196 cm, im Zeitraum vom 1. November 2006 bis 31. Oktober 2015 liegt er bei 184 cm. Der aktuelle Pegel wurde 1945 festgelegt. Der aktuelle Pegelnullpunkt gilt seit 1. Februar 2004. Den ersten Pegel gab es seit 1776 am linken Strompfeiler der Augustusbrücke. Ab 1845 wurde mit der Dresdener Elle gemessen. Ein Pegel 0 m entspricht einer Fahrrinnentiefe von 0,65 m. Der höchste Schifffahrtswasserstand (HSW) liegt bei 500 cm. Der Pegel ist eine Station des „Hochwasserlehrpfades Dresden“.

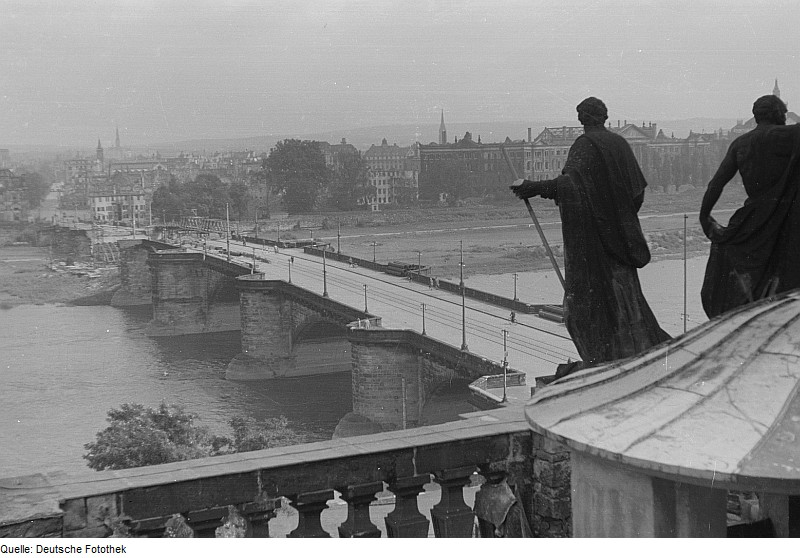
Die Pegellatte am Brückenpfeiler von dem Dach der Hofkirche aus gesehen. (1948)
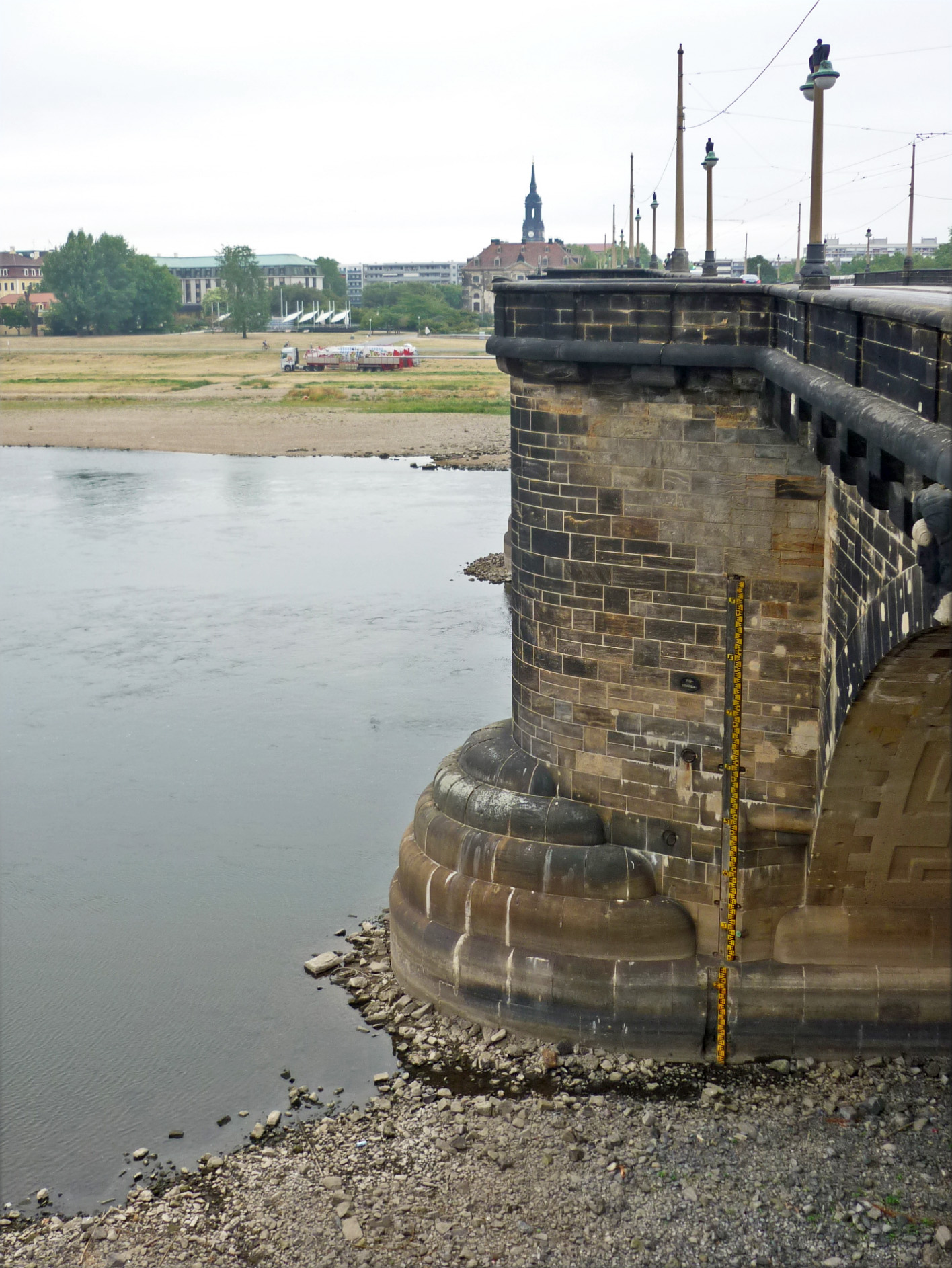
Wasserstand der Elbe bei 50 cm am Pegel Dresden am 12. August 2015 um 7:58 Uhr
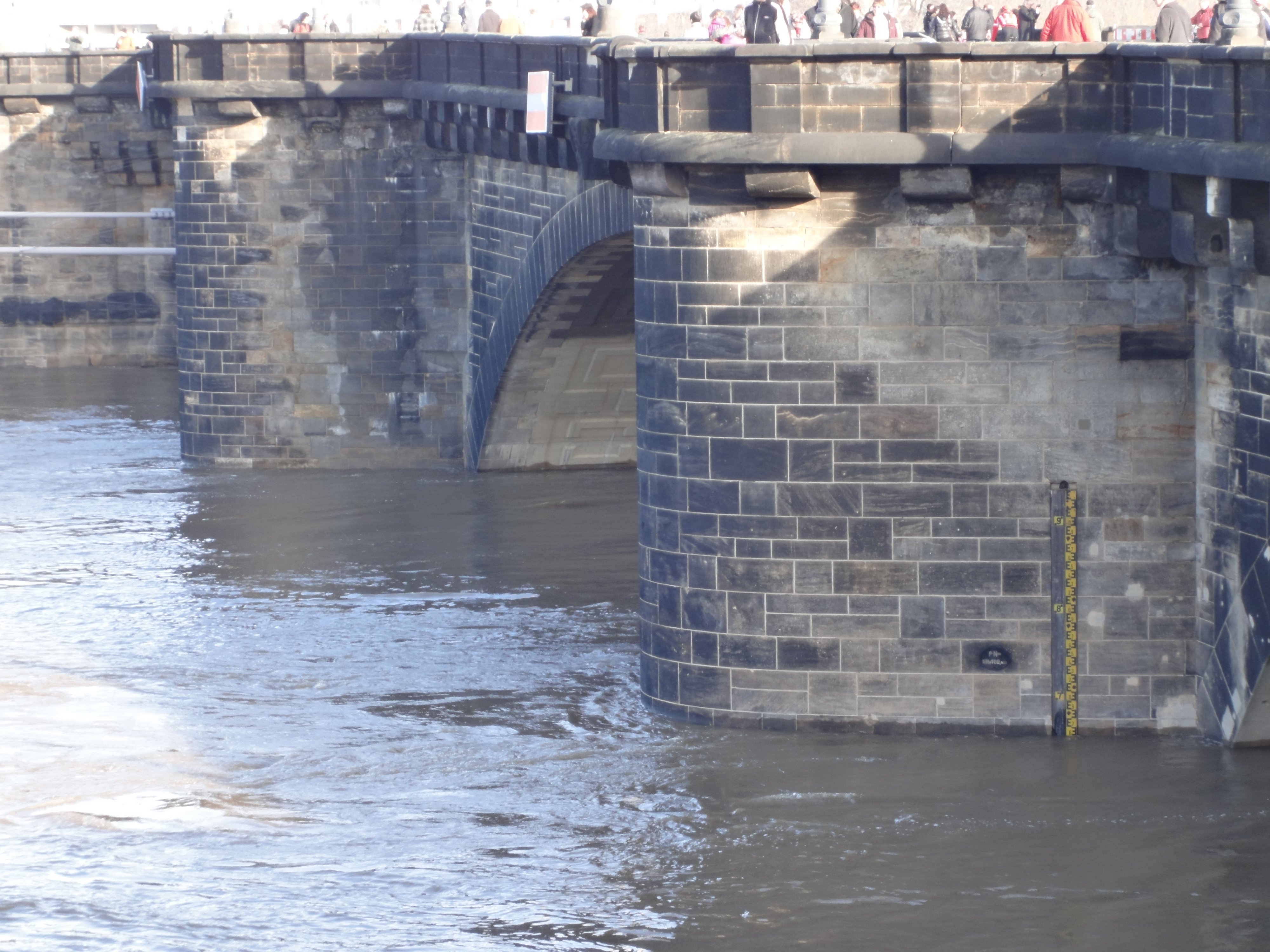
Wasserstand der Elbe am Pegel Dresden bei 6,60 m am 16. Januar 2011 um 13:03 Uhr; durch die helle Auswaschung am Brückenbogen ist der maximale Wasserstand von 2002 gut erkennbar.
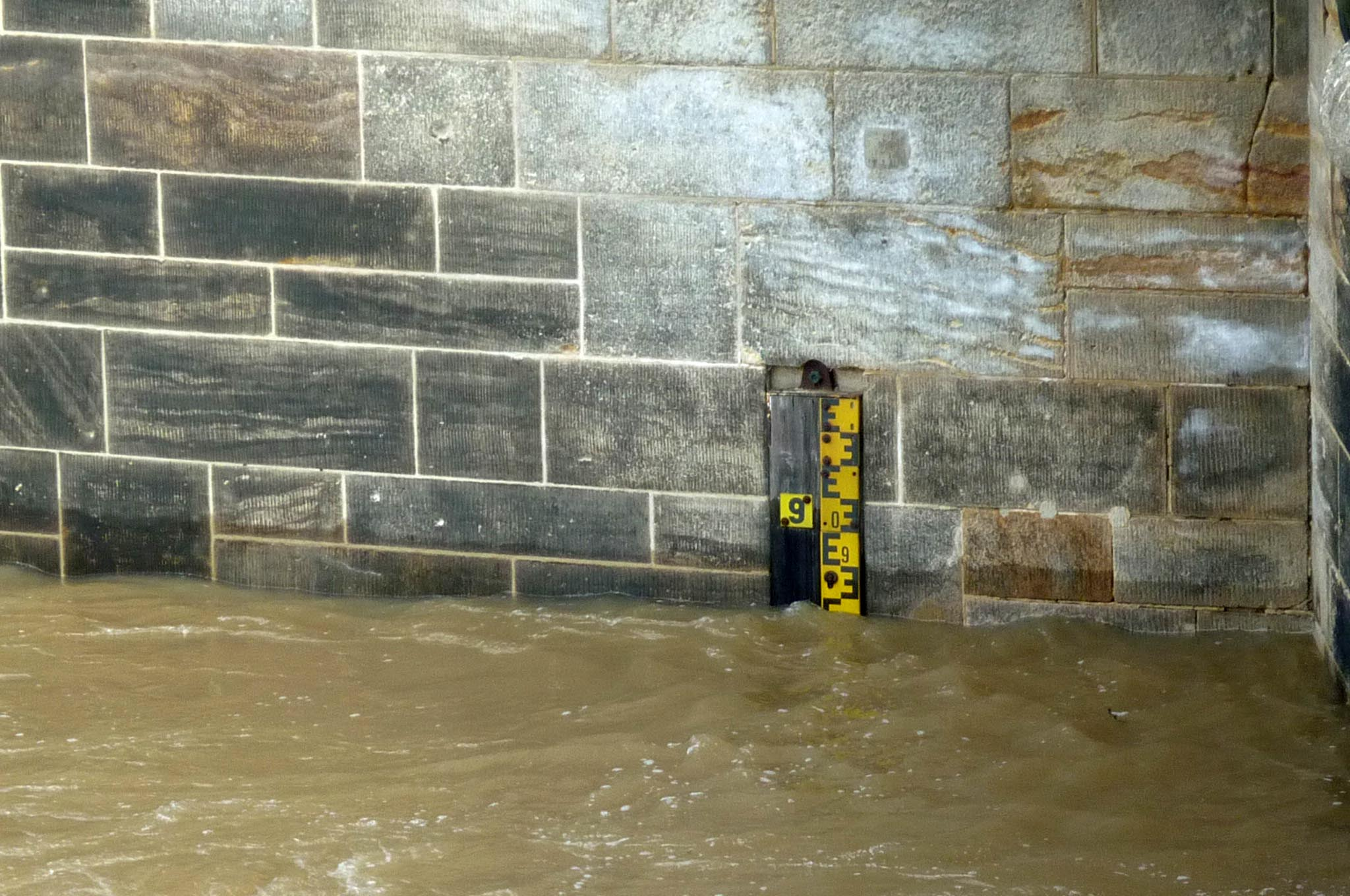
Wasserstand der Elbe am Pegel Dresden bei 8,76 m am 6. Juni 2013 um 12:56 Uhr
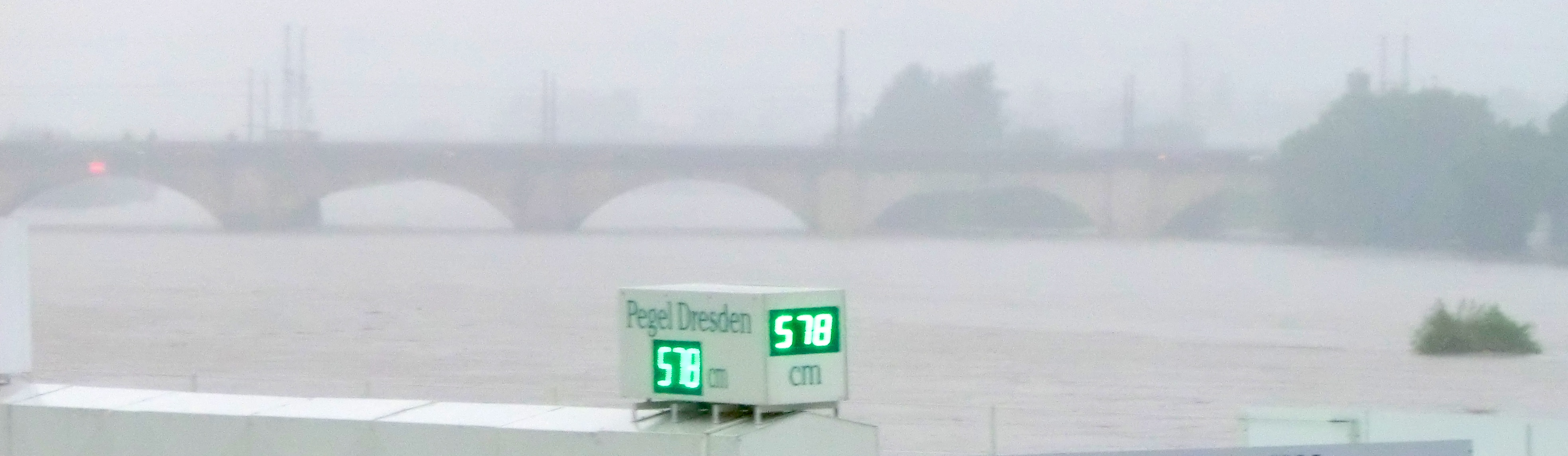
Wasserstand der Elbe am Pegel Dresden bei 5,78 m am 2. Juni 2013 um 19:51 Uhr, Elektronische Anzeige auf dem Theaterkahn
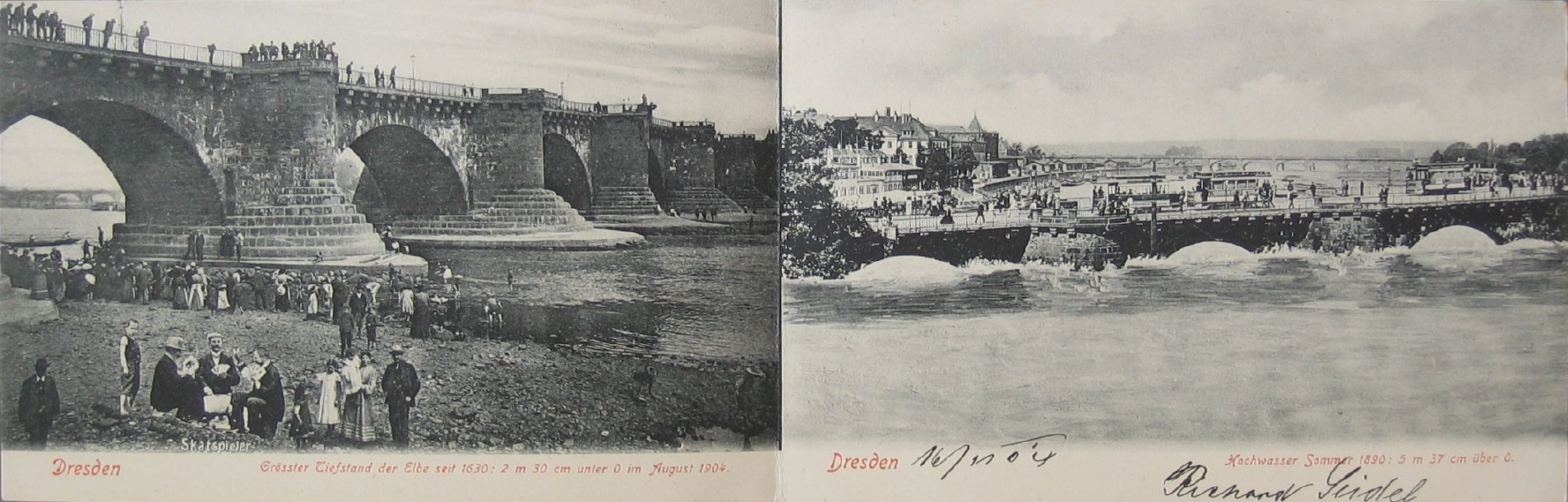
Ansichtskarte der Augustusbrücke in Dresden mit dem Wasserstand der Elbe im August 1904 und im Sommer 1890